# Americana (São Paulo)
Americana é um município da Microrregião de Campinas, na Mesorregião de Campinas, no estado de São Paulo, no Brasil. Localiza-se a noroeste da capital do estado, distando desta cerca de 126 quilômetros. Ocupa uma área de 133,630 quilômetros quadrados, sendo que 50,750 quilômetros quadrados estão em perímetro urbano e os 82,88 quilômetros quadrados restantes constituem a zona rural.
Sua população de acordo com o Censo 2022 (IBGE) era de 237 240 habitantes. Americana faz parte do chamado "Complexo Metropolitano Expandido", que ultrapassa os 29 milhões de habitantes e que compõe aproximadamente 75 por cento da população do estado. As regiões metropolitanas de Campinas, São Paulo, Vale do Paraíba e Litoral Norte e Baixada Santista já formam a primeira macrometrópole do hemisfério sul.
Foi povoada majoritariamente por luso-brasileiros, escravizados afro-brasileiros, imigrantes estadunidenses e, mais tarde, também por italianos, cujos descendentes, os ítalo-brasileiros, chegaram a formar o maior grupo étnico. Houve uma razoável imigração de norte-americanos àquela região, que se tornou a famosa por estes. Quando chegou a estrada de ferro, a estação foi chamada de "Villa dos Americanos", tamanho o destaque dos norte-americanos. Os imigrantes trouxeram avanços nas atividades agrícolas e a descoberta da indústria têxtil como vocação econômica americanense, sendo que, ainda hoje, é uma importante fonte de renda, juntamente com outros ramos da indústria e do comércio.
No setor cultural, destacam-se espaços culturais como o Teatro de Arena Elis Regina, o Teatro Municipal de Americana e o Museu de Arte Contemporânea de Americana. A Igreja Matriz de Santo Antônio, construída entre 1950 e 1977 em estilo neoclássico, é um dos principais monumentos religiosos tanto de Americana quanto da Região Metropolitana de Campinas.

## História

### Séculos XVIII e XIX

#### Primeiras ocupações
Os primeiros registros sobre a ocupação do território de Americana datam do final do século XVIII quando Domingos da Costa Machado I adquiriu uma sesmaria da coroa entre os municípios de Vila de São Carlos (atual Campinas) e Vila Nova da Constituição (atual Piracicaba e posteriormente Santa Bárbara d'Oeste). Nesta região foram formadas várias fazendas e pequenas propriedades rurais, sendo as principais delas a Fazenda Salto Grande, a Machadinho e a Palmeiras. Em 1866, as terras da região começaram a ser efetivamente povoadas por imigrantes norte-americanos sulistas, que após o fim da Guerra Civil Americana se refugiaram na região. O primeiro a chegar foi o coronel William Hutchinson Norris, advogado e ex-senador pelo estado do Alabama, que se instalou em terras próximo a casa sede da Fazenda Machadinho e do Ribeirão Quilombo. Em 1867 o resto de sua família chega ao Brasil acompanhado de dezenas de outras famílias de confederados, que aqui se instalaram para refazerem suas vidas como agricultores. Estas famílias se instalaram em vários pontos da região da Vila de Santa Bárbara, trazendo novas técnicas de cultivo, como o arado e o trole, e também a espécie de melancia conhecida como "Cascavel da Geórgia".
Vale observar que muitos desses confederados eram produtores rurais e proprietários de escravos. Dessa forma, a vinda ao Brasil representava a possibilidade de continuidade de seu modo de produção, em especial na atividade algodoeira, muito embora estivesse esse sendo condenado internacionalmente (DWYER, 2015). Mesmo Dom Pedro II via com bons olhos a vinda de tais proprietários, ante a possibilidade de que auxiliassem a ocupar áreas devolutas e a desenvolver a economia, além de lhes oferecer "uma saída para a perseguição movida pelas tropas vitoriosas” (PEREIRA, 2012).
Aliás, o Império inclusive auxiliara os Confederados em seus esforços de guerra, reconhecendo seu estado de “beligerância” em face do Norte (MARQUESE, 2015). Muitos entendiam que se fossem os sulistas os vencedores, seguiria o Império “escudado” pelo “exemplo” dos proprietários confederados, que haveriam de manter o regime escravocrata (Idem). No entanto, aqui chegando, também se viram esses proprietários às voltas com o processo que, em 1888, culminaria com o fim da escravidão no Brasil.

#### Surgimento da vila

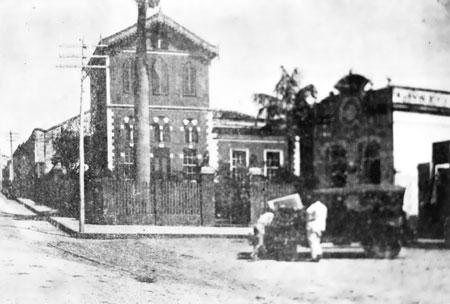
Sede da antiga fazenda Machadinho no atual centro da cidade de Americana.

O surgimento da vila que originou Americana é controverso, mas pode-se enumerar uma série de fatores que contribuíram para isso. O principal deles, sem dúvida, foram as obras de prolongamento da linha tronco da Cia. Paulista e a construção da Estação de Santa Bárbara. Foi decidido que a estação seria construída defronte com a casa-sede da Fazenda Machadinho, de propriedade de Basílio Bueno Rangel. Com isso, a região começou a receber intensa movimentação dos funcionários da Cia. Paulista, e dos sitiantes da região, que aproveitavam a movimentação para venderem seus produtos. Alguns confederados inclusive ajudaram trabalhando na colocação dos dormentes do trilho. Foram formadas, então, as primeiras moradias temporárias dos funcionários da Cia. Paulista. A primeira estação é finalmente inaugurada em 27 de agosto de 1875.
Nesta mesma época, o capitão Inácio Correia Pacheco, outro proprietário da Fazenda Machadinho, loteia parte de suas terras, onde aos poucos surge a pequena vila ao redor da estação. Com a construção da Estação de Santa Bárbara, pretendia-se facilitar o escoamento da produção das fazendas da região até o porto de Santos. A estação foi batizada com este nome porque estava em terras da Vila de Santa Bárbara, que embora distante 10 quilômetros, não possuía uma estação em sua vila. A divisa entre os municípios de Santa Bárbara e Campinas era o Ribeirão Quilombo, sendo as terras além dele pertencente a Campinas, e as aquém pertencentes a Santa Bárbara.

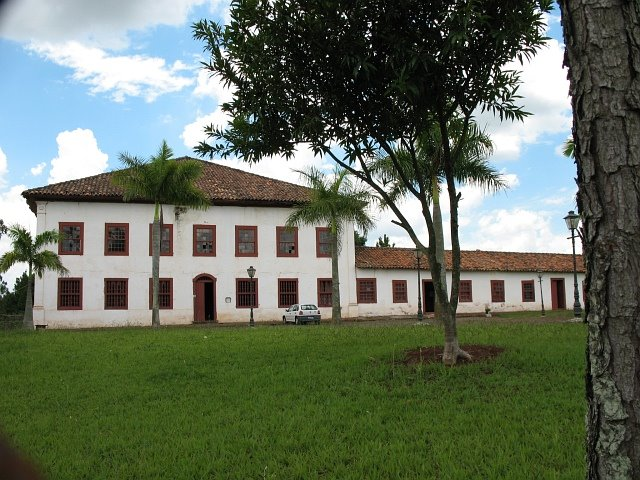
Casarão da Fazenda Salto Grande

Também em 1875 é fundada pelo confederado Willian Ralston associado aos irmãos fazendeiros Antonio e Augusto de Souza Queiroz, a futura Tecelagem Carioba. Em 8 de outubro de 1887, chegou ao Brasil Joaquim Boer, chefiando uma grande comitiva de imigrantes italianos, que passou a residir na Fazenda Salto Grande, que na época era de propriedade de Francisco de Campos Andrade. Em 1884, a Tecelagem Carioba é adquirida pelos irmãos ingleses Clement e George Willmot, que a ampliaram, fazendo algumas melhorias, e iniciaram a construção da Vila Operária. Também foram eles que em 1889, a batizaram como Fábrica de Tecidos Carioba, palavra que em tupi significa "pano branco". Após a abolição da escravatura, em 1888 os irmãos ingleses, que também eram proprietários da Fazenda Salto Grande, ficaram endividados com o Banco do Brasil, e acabaram falindo em 1896, passando a fábrica por um hiato de cinco anos.

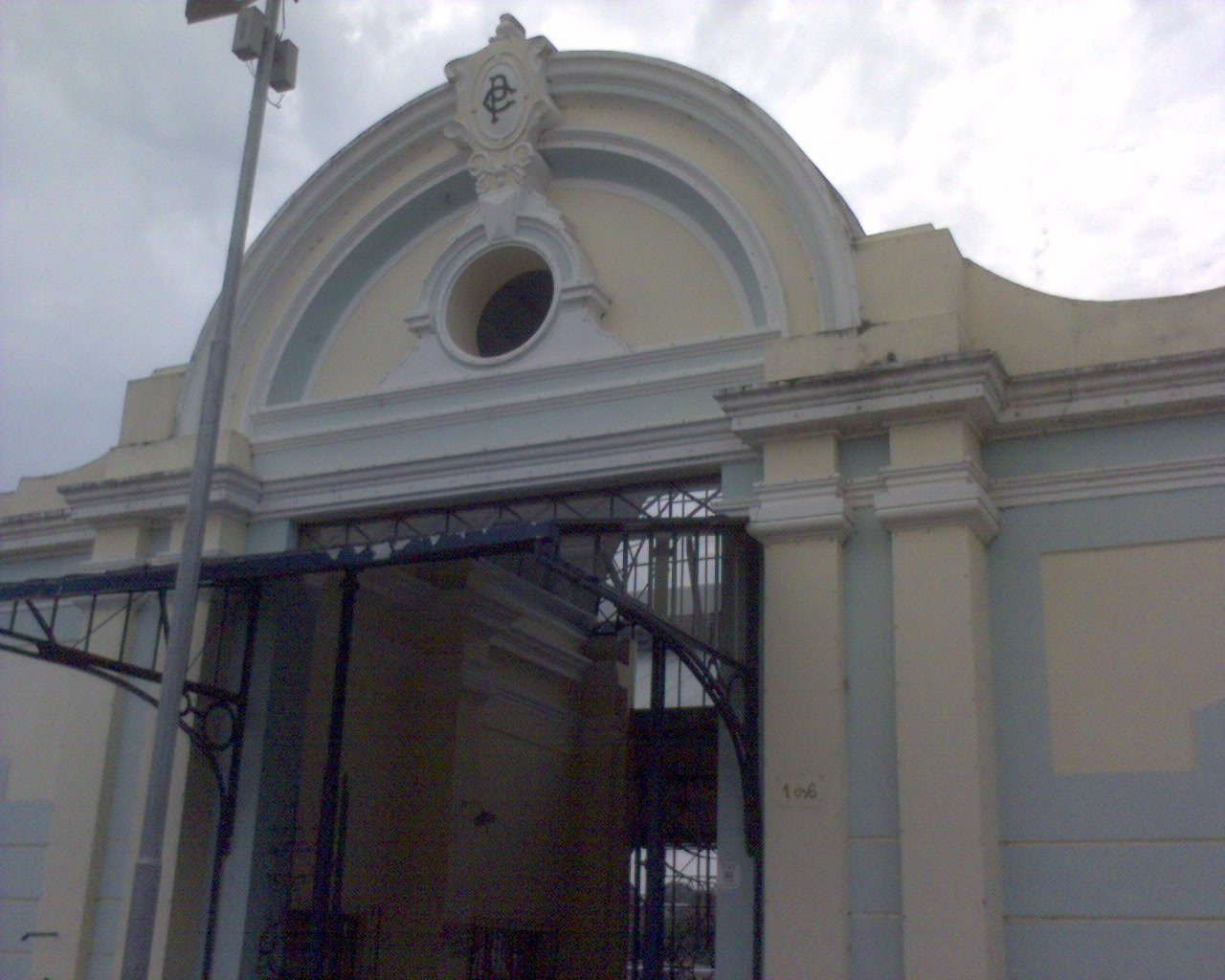
Estação Ferroviária Americana, inaugurada em 1912.

Foi neste mesmo ano, que os italianos construíram a primeira capela da Igreja Católica nas terras da Fazenda Salto Grande em meados de 1896, quando foi rezada uma missa em homenagem a Santo Antônio, que posteriormente tornou-se padroeiro da cidade.

### Século XX

#### A Vila dos Americanos

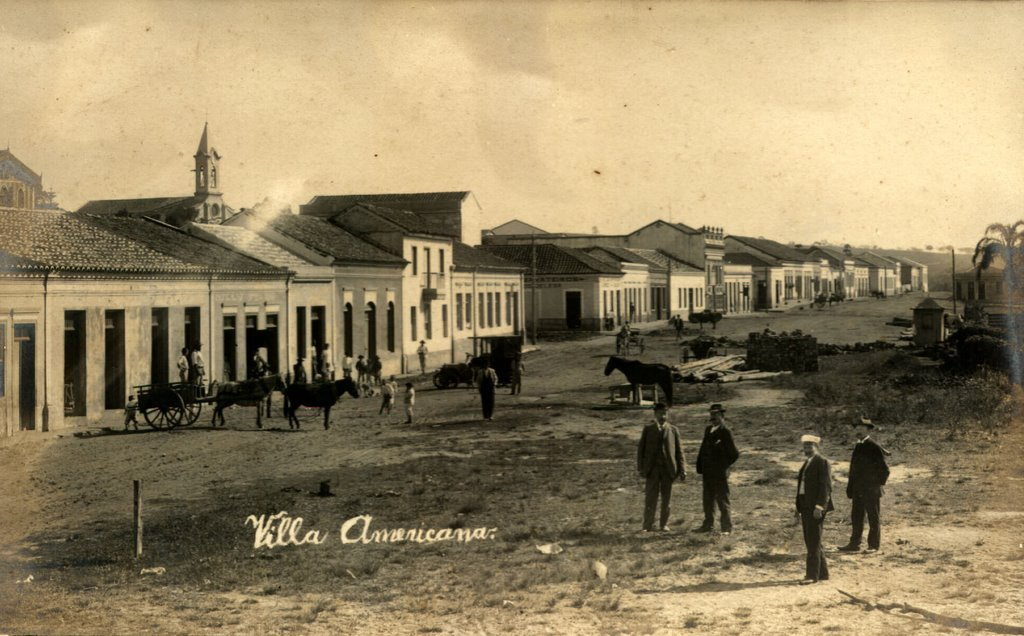
A Villa Americana em 1906

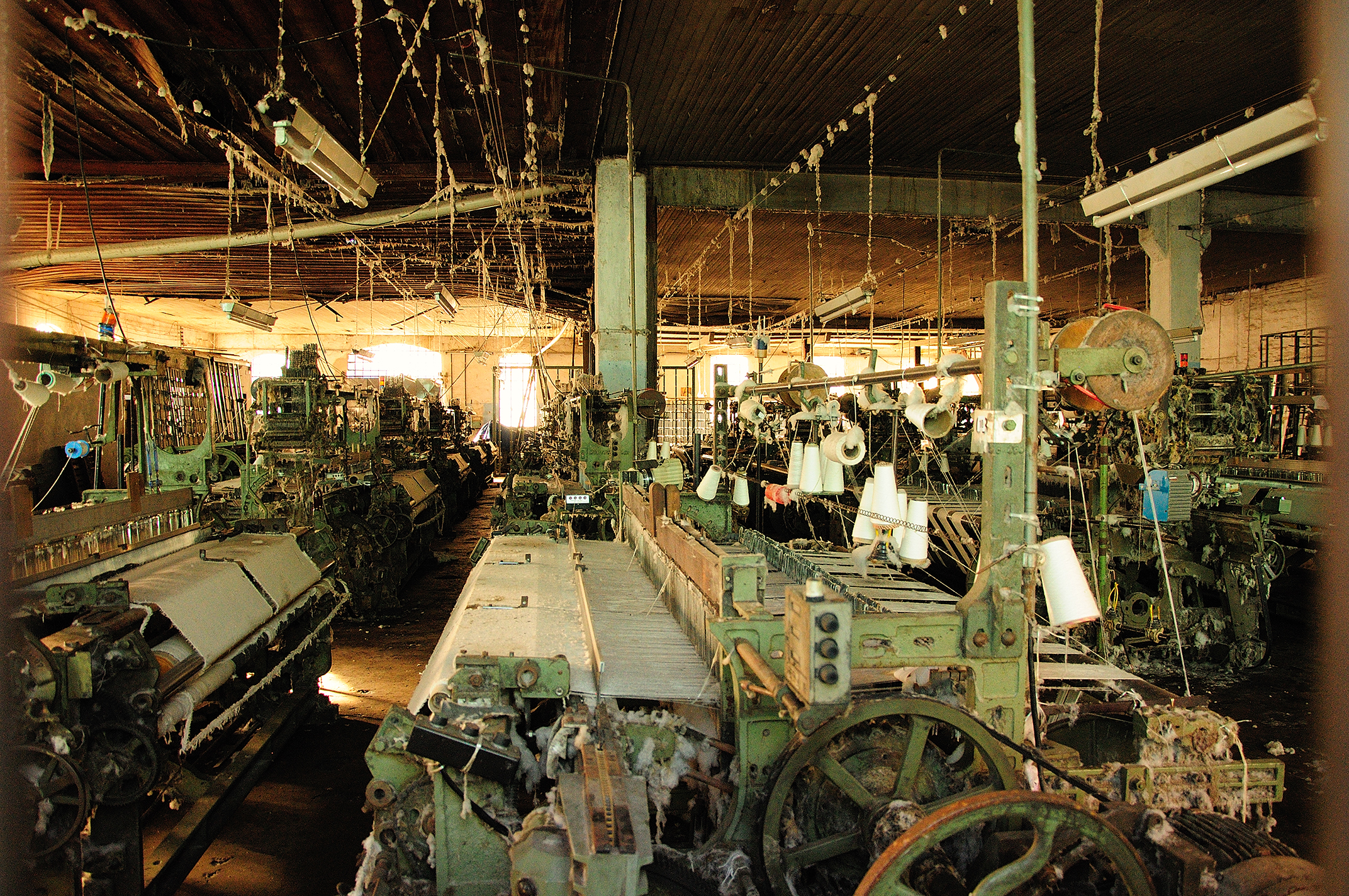
Complexo Industrial Carioba, construído no final do século XIX, uma das primeiras fábricas têxteis do estado de São Paulo.

A pequena vila formada ao redor da estação não tinha um nome oficial. Este fato gerou um grande problema para os seus  moradores, que tinham dificuldades para se corresponderem. As cartas eram destinadas a "Vila da Estação de Santa Bárbara", mas eram entregues na "Vila de Santa Bárbara", e acabavam sendo perdidas, numa época em que este era o principal, senão o único, meio de comunicação das pessoas. Em 1900, a Cia. Paulista decide mudar seu nome para Estação de "Villa Americana". Este nome foi escolhido por causa dos americanos confederados que moravam na vila. Logo a vila ficou conhecida pela consagração popular como "vila dos americanos" ou "vila americana". Em 1901, a falida Fábrica de Tecidos Carioba é arrematada em um leilão pelo Comendador alemão Franz Müller, em associação com seu irmão Hermann Theodor, e com o capitalista inglês Rawlinson.
O Comendador Müller, muito encantado com a beleza natural do lugar onde a tecelagem estava instalada, resolve lá se instalar com toda sua família em 1902. Na administração da Família Müller a fábrica cresceu e ganhou projeção nacional, tornando-se a célula-mãe do Parque Industrial de Americana. A Vila Operária de Carioba foi ampliada e recebeu toda a infraestrutura necessária aos funcionários da fábrica. Em 30 de julho de 1904, após anos de briga judicial entre os poderes executivos de Campinas e Santa Bárbara, sobre quem teria direito sobre o território da vila, o poder executivo estadual cria pela lei nº 916, o Distrito de Paz de Villa Americana, dentro do município de Campinas. Em 1906 o Secretário de Estado dos Estados Unidos, Elihu Root, em visita oficial ao Brasil, é informado da existência da Villa Americana, e mostrou interesse em conhecê-la. Depois de terminado todos os compromissos na volta de sua viagem, ele desembarcou na estação de Villa Americana e foi recebido com grande emoção por americanos e descendentes. Como a localidade ainda não tinha energia elétrica, as centenas de americanos que foram recebê-lo levavam tochas, que na noite escura, formavam uma visão impressionante. Root emocionou-se a ponto de chegar às lágrimas.

#### A emancipação
Após a elevação da vila à categoria de distrito, viu-se um rápido desenvolvimento. Criou-se o primeiro serviço policial, uma subprefeitura, a primeira iluminação pública feita com três lampiões de querosene trazidos da Alemanha e a criação da primeira escola oficial com o envio do professor Silvino José de Oliveira pelo estado. Todos estes feitos foram criando as condições necessárias para que seus moradores começassem a lutar pela sua emancipação. No ano de 1922, Villa Americana era um dos distritos de paz mais progressistas de Campinas, e tinha uma população de 4500 habitantes. Neste ano iniciou-se a luta política pela emancipação, encabeçada por Antônio Lobo e outros como o tenente Antas de Abreu, Cícero Jones e o próprio Hermann Müller. O trabalho destes e de tantos outros moradores da vila finalmente deu frutos. Em 12 de novembro de 1924, foi criado o Município de Villa Americana, composto de dois distritos: o de Villa Americana e o de Nova Odessa, que mais tarde daria origem ao município de Nova Odessa.

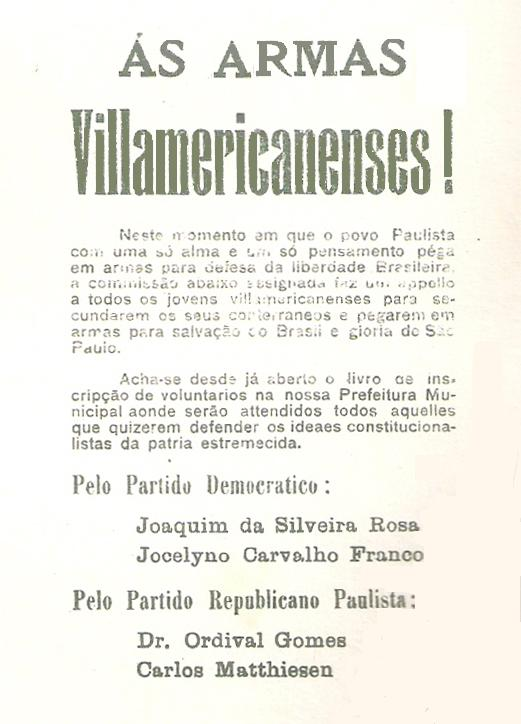
Folheto convidando os jovens villamericanenses a pegarem em armas

#### Revolução Constitucionalista
Na época do advento da ditadura varguista em 1930, Villa Americana vivia uma fase de profundo crescimento principalmente na indústria têxtil. Em 1932 durante a administração do prefeito Antônio Zanaga, eclode a Revolução Constitucionalista contra o regime vigente. Vários jovens de Villa Americana foram voluntários nesta guerra. Três deles, Jorge Jones, Fernando de Camargo e Aristeu Valente (este último de Nova Odessa; então parte de Americana) acabaram tombando em Monte Sião e hoje são considerados heróis em Americana e Nova Odessa.
Em 1938, ainda na gestão do prefeito Antônio Zanaga, a cidade, devido ao grande crescimento, abandona o nome de Villa e passa a se chamar apenas Americana. A década de 1930 foi o auge do desenvolvimento econômico de Americana, que passou a ser conhecida como a capital do Tecido Rayon. O progresso e o desenvolvimento acentuado na segunda metade do século XX provocou a criação da Comarca de Americana, durante a administração do prefeito Jorge Arbix em 31 de dezembro de 1953.

#### Últimas décadas
As décadas de 1960 e 1970, foram marcadas pelo rápido desenvolvimento da cidade, fazendo com que muitas pessoas viessem a procura de emprego e moradia. Como o território do  município é pequeno ele não comportou esse crescimento, e essas pessoas só tiveram a opção de se estabelecer na divisa entre os municípios de Santa Bárbara d'Oeste e Americana, gerando o fenômeno de conurbação no local e dando origem a região conhecida como Zona Leste de Santa Bárbara. Esse fenômeno ocorreu também pelo fato de que a maioria da população desconhecia onde terminava um município e começava outro. Isso se dava porque o limite dos municípios ainda não estava totalmente fixado. O problema foi resolvido e a divisa das cidades foi finalmente fixada, tendo como limite a avenida que corta a região, que recebeu o nome de Avenida da Amizade.
A década de 1990 foi marcada pela crise no setor têxtil, do qual a cidade sempre dependeu muito. A principal causa da crise foram as importações de tecidos de baixo custo, criando uma concorrência desleal com as tecelagens brasileiras. A crise só não foi pior porque a cidade já passava por um processo de diversificação da economia, processo que aumentou nos anos seguintes. Hoje, apesar de a indústria têxtil ainda ter presença marcante, a cidade se destaca em outros setores de produção, como metalúrgico, químico e alimentício; os serviços também crescem.

## Geografia
A área do município, segundo o Instituto Brasileiro de Geografia e Estatística, é de 133,630 km², sendo que 50,750 km² constituem a zona urbana e os 82,88 km² restantes constituem a zona rural. Situa-se a 22º44′20” de latitude sul e 47º19′51” de longitude oeste e está a uma distância de 126 quilômetros a noroeste da capital paulista. Faz divisa com os municípios de Limeira, a norte; Cosmópolis, a nordeste; Santa Bárbara d'Oeste, a oeste; Nova Odessa, a sul; e Paulínia, a leste.
Americana se localiza na chamada Depressão Periférica Paulista, formação entre os planaltos ocidental e atlântico (Serra do Mar e Serra da Mantiqueira). No relevo de Americana apresenta-se a predominância de áreas com colinas amplas, tendo topos extensos e planos. Muitas delas servem como divisores de água entre dois rios ou represas. Nas vertentes configura-se um formato retilíneo, predominantemente convexo, resultando em elevações de encostas suaves e vales abertos. Essas colinas atingem picos de altitudes que variam entre 600 e 630 metros, e os rios escavam vales cuja altitude chega a valores inferiores a 550 m.
O solo é considerado como o mais fértil da região, sendo formado pela decomposição de rochas eruptivas. Os tipos predominantes são o latossolo roxo e o latossolo vermelho escuro orto. Onde as camadas são sedimentares, o substrato arenito faz com que o solo seja mais empobrecido, de acidez acentuada e susceptível à erosão, sendo que essas características são mais notáveis onde o relevo é mais ondulado. Nestas áreas predominam os solos do tipo podizólico vermelho-amarelo. No município destaca-se o predomínio das rochas sedimentares: arenitos, finos, argilitos, siltitos e folhelos.

### Região Metropolitana

Mapa da Região Metropolitana de Campinas

O processo de conurbação atualmente em curso na região vem criando uma metrópole cujo centro está na cidade de Campinas, atingindo vários municípios, como Sumaré, Indaiatuba, Hortolândia, Santa Bárbara d'Oeste, Valinhos, Itatiba e Paulínia, além de Americana. A Região Metropolitana de Campinas (RMC) foi criada pela lei complementar estadual 870, de 19 de junho de 2000, e atualmente é constituída por 19 municípios, sendo a nona maior aglomeração urbana do Brasil, com 2 798 477 habitantes. É uma das mais dinâmicas no cenário econômico brasileiro e representa 2,7% do Produto Interno Bruto nacional e 7,83% do produto interno bruto paulista, ou seja, cerca de 77,7 bilhões de reais por ano.
Americana faz parte do chamado "Complexo Metropolitano Expandido", que ultrapassa os 29 milhões de habitantes, aproximadamente 75 por cento da população do estado paulista inteiro. As regiões metropolitanas de Campinas e de São Paulo já formam a primeira megalópole (ou macrometrópole) do hemisfério sul, unindo 65 municípios que juntos abrigam mais de 12% da população brasileira.

### Hidrografia
|                                                    |  |             |
| O Rio Atibaia a jusante da represa de Salto Grande |  | Rio Jaguari |

A bacia hidrográfica do rio Piracicaba, bacia que Americana e região estão localizadas, estende-se por uma área de 12.531 km², abrangendo o sudeste do estado de São Paulo e extremo sul de Minas Gerais e sendo a principal fonte de extração de água para consumo na Região Metropolitana de Campinas. O Piracicaba é formado em Americana, no bairro Salto Grande, pela confluência dos rios Atibaia e Jaguari, seguindo seu curso em direção leste-oeste.
Em Americana ainda há outros cursos d'água, como o Ribeirão Quilombo, tendo na cidade os córregos afluentes: Pylles, do Parque, do Gallo, Cachoeira e Angélica, e diversas lagoas e represas, dentre as quais a Lagoa do Aeroporto, Lagoa do Instituto de Zootecnia e Lagoa da Fazenda Angélica. Segundo o Instituto Geográfico e Cartográfico, a área ocupada por represas e lagoas é de 9,3 km², sendo 8,7 km² da Represa de Salto Grande.
O município situa-se sobre o aquífero Tubarão, o qual apresenta reserva de águas subterrâneas de boa qualidade. Contudo, sua extração é dificultada pela grande profundidade alcançada por este reservatório.

### Clima

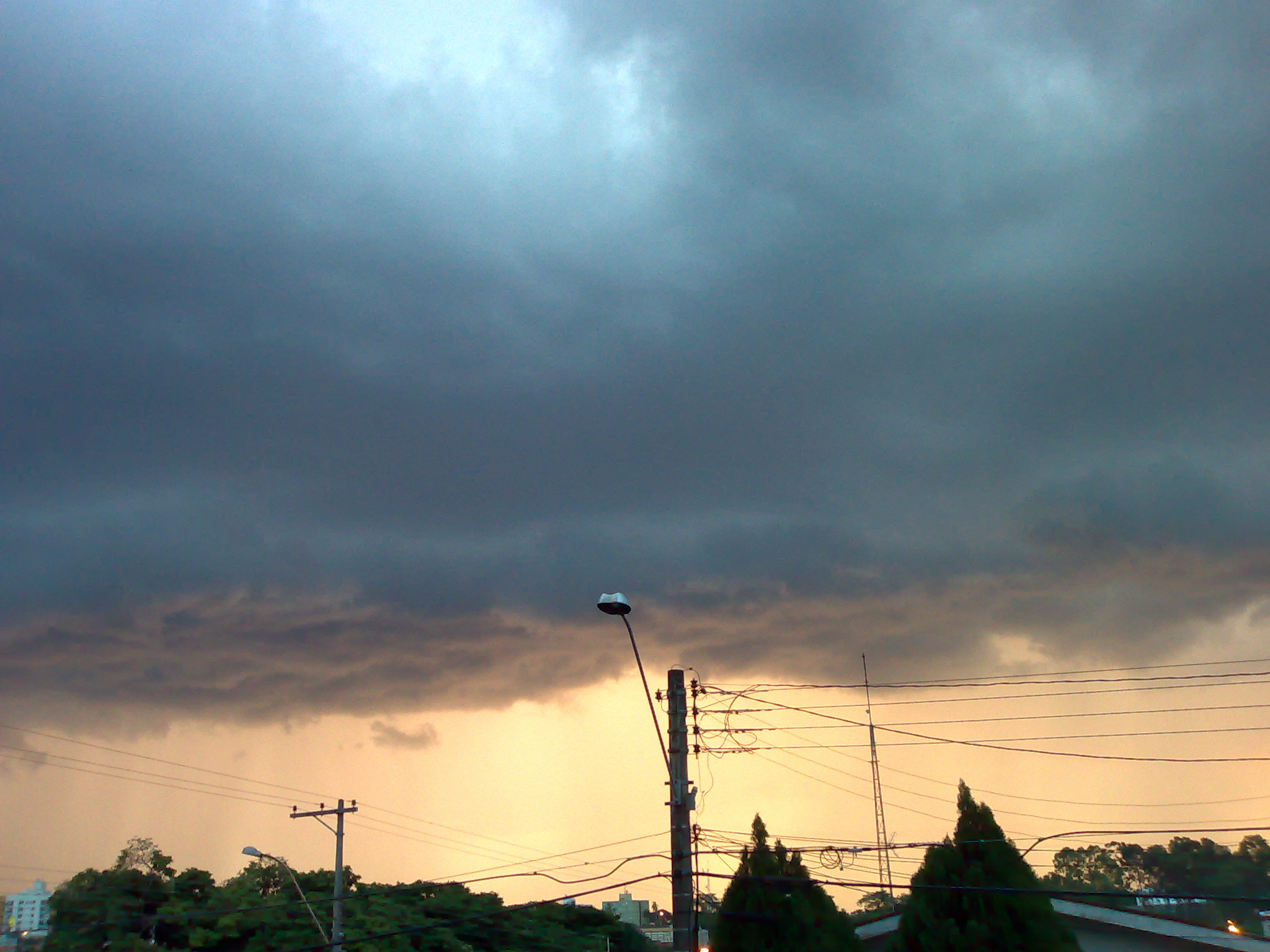
Pancadas de chuva se aproximando da cidade

O clima de Americana é tropical de altitude, do tipo Cwa segundo Köppen, com chuvas concentradas nos meses de verão, com pico em janeiro, e temperatura média do mês mais quente superior a 22 °C. No inverno, quando ocorre a estação seca e a frequência de chuvas diminui, é comum que os índices de umidade relativa do ar fiquem baixos, especialmente durante o período vespertino, podendo haver registros próximos ou mesmo abaixo de 20%. A baixa umidade, associada ao desmatamento e ao lançamento de poluentes na atmosfera, contribui para prejudicar ainda a qualidade do ar na cidade.
Porém, é também no inverno que se registram as temperaturas mais baixas do ano, principalmente durante a passagem de massas de ar de origem polar sobre o centro-sul do Brasil. Em alguns dias, ocorre frio intenso, com mínimas por vezes abaixo de 10 °C e sensação térmica ainda menor. Já no verão, época mais quente, há a formação de chuvas convectivas, associadas ao calor e à umidade, por vezes de forte intensidade e curta duração, gerando alagamentos em partes da cidade, e ainda acompanhadas de descargas elétricas.
Segundo dados do Centro Integrado de Informações Agrometeorológicas (CIIAGRO), desde fevereiro de 2016 a menor temperatura registrada em Americana foi de 5,3 °C em 13 de junho de 2016 e a maior alcançou 41,3 °C em 8 de outubro de 2020. De acordo com o Instituto Agronômico de Campinas (IAC), o maior acumulado de chuva em 24 horas registrado em Americana foi de 143,3 mm, observados no dia 16 de janeiro de 1962.
| Dados climatológicos para Americana                                                                                     | Dados climatológicos para Americana | Dados climatológicos para Americana | Dados climatológicos para Americana | Dados climatológicos para Americana | Dados climatológicos para Americana | Dados climatológicos para Americana | Dados climatológicos para Americana | Dados climatológicos para Americana | Dados climatológicos para Americana | Dados climatológicos para Americana | Dados climatológicos para Americana | Dados climatológicos para Americana | Dados climatológicos para Americana |
| Mês | Jan                                 | Fev                                 | Mar                                 | Abr                                 | Mai                                 | Jun                                 | Jul                                 | Ago                                 | Set                                 | Out                                 | Nov                                 | Dez                                 | Ano                                 |
| --- | ----------------------------------- | ----------------------------------- | ----------------------------------- | ----------------------------------- | ----------------------------------- | ----------------------------------- | ----------------------------------- | ----------------------------------- | ----------------------------------- | ----------------------------------- | ----------------------------------- | ----------------------------------- | ----------------------------------- |
| Temperatura máxima recorde (°C)                                                                                         | 38,3                                | 38,6                                | 36,2                                | 36,3                                | 33                                  | 31,5                                | 32                                  | 34,9                                | 38,5                                | 41,3                                | 37,8                                | 37,1                                | 41,3                                |
| Temperatura máxima média (°C)                                                                                           | 32,5                                | 32,1                                | 32,1                                | 30,7                                | 27,8                                | 26,7                                | 27,4                                | 27,3                                | 30,8                                | 31,7                                | 31,3                                | 32,4                                | 30,2                                |
| Temperatura mínima média (°C)                                                                                           | 20,8                                | 20,5                                | 20                                  | 17,8                                | 14,6                                | 13,8                                | 12,2                                | 13,6                                | 16,4                                | 18,9                                | 18,9                                | 20,2                                | 17,3                                |
| Temperatura mínima recorde (°C)                                                                                         | 16,8                                | 16,2                                | 16                                  | 11                                  | 7                                   | 5,3                                 | 5,9                                 | 8,6                                 | 10,2                                | 12,9                                | 12,4                                | 14,8                                | 5,3                                 |
| Precipitação (mm) | 238,7                               | 185,3                               | 144,6                               | 63,4                                | 58                                  | 41,6                                | 27,3                                | 28,6                                | 57,6                                | 114,2                               | 140,8                               | 191,7                               | 1 291,8                             |
| Fonte: Centro Integrado de Informações Agrometeorológicas (CIIAGRO, médias e recordes de temperatura: 02/2016-presente) |                                     |                                     |                                     |                                     |                                     |                                     |                                     |                                     |                                     |                                     |                                     |                                     |                                     |
| Fonte 2: Centro de Pesquisas Meteorológicas e Climáticas Aplicadas à Agricultura (CEPAGRI, precipitação)                |                                     |                                     |                                     |                                     |                                     |                                     |                                     |                                     |                                     |                                     |                                     |                                     |                                     |

### Ecologia e meio ambiente

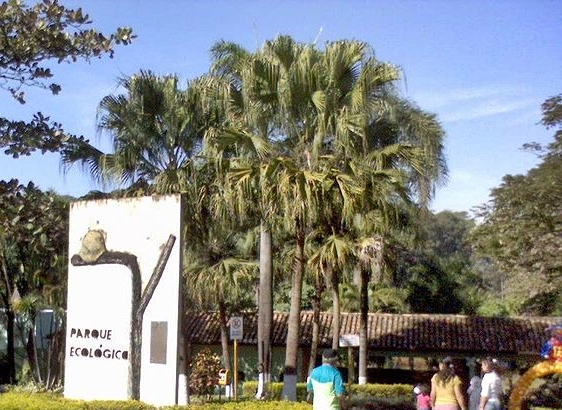
Entrada do Parque Ecológico

A maior parte da vegetação original que possuía na cidade, a Mata Atlântica, foi devastada. Assim como outros 13 municípios da Região Metropolitana de Campinas, o município sofre um grave estresse ambiental, sendo que Americana, juntamente com Campinas e Artur Nogueira, é considerada como uma das áreas mais sujeitas a enchentes e assoreamentos e conta com menos de 5% de cobertura vegetal.
Para tentar reverter este quadro, vários projetos foram e estão sendo realizados e planejados, como a construção de corredores ecológicos. Também há vários projetos ambientais para combater a destruição das matas ciliares localizadas às margens dos rios Atibaia e Piracicaba, que contam com um elevado índice de poluição de suas águas. Atualmente são importantes áreas de preservação em Americana são o Parque Ecológico Cid Almeida Franco e o Jardim Botânico. O Parque Ecológico conta com uma área de 120 mil m², sendo um dos principais zoológicos da RMC, onde os animais mantidos em cativeiro são usados na realização de trabalhos de educação ambiental que visam combater a extinção de espécies nativas. Anexo ao zoológico está o Horto Municipal, onde são manejadas e cultivadas as mudas de árvores e arbustos que abastecem as praças e jardins da cidade.

## Demografia
Em 2010, a população do município foi contada pelo Instituto Brasileiro de Geografia e Estatística (IBGE) em 210 701 habitantes, sendo o 34º mais populoso do estado e o terceiro mais populoso da Região Metropolitana de Campinas, apresentando uma densidade populacional de 1 572,75 habitantes por km². Segundo o censo de 2010, 103 200 habitantes eram homens e 107 501 habitantes mulheres. Ainda segundo o mesmo censo, 209 117 habitantes viviam na zona urbana e 984 na zona rural.

### Indicadores socioeconômicos
O Índice de Desenvolvimento Humano Municipal (IDH-M) de Americana é considerado elevado pelo Programa das Nações Unidas para o Desenvolvimento (PNUD). Seu valor é de 0,840, sendo o 19º maior de todo o estado de São Paulo (em 645 municípios); o 23 de toda Região Sudeste do Brasil (em 1666) e o 69° de todo Brasil (entre 5 507). A cidade possui a maioria dos indicadores elevados e acima com os da média nacional segundo o PNUD.
Segundo o IBGE, no ano de 2003 o coeficiente de Gini, que mede a desigualdade social, era de 0,40, sendo que 1,00 é o pior número e 0,00 é o melhor. Naquele ano, a incidência da pobreza, medida pelo IBGE, era de 10,69%, o limite inferior da incidência de pobreza era de 6,92%, o superior era de 14,46% e a incidência da pobreza subjetiva era de 7,76%. De 1991 a 2010, a proporção de pessoas com renda domiciliar per capita de até meio salário mínimo reduziu em 13,0%. Em 2010 92,0% da população vivia acima da linha da pobreza, 5,3% encontrava-se na linha da pobreza e 2,6% estava abaixo.
Em 2000, a participação dos 20% da população mais rica da cidade no rendimento total municipal era de 55,2%, ou seja, 13 vezes superior à dos 20% mais pobres, sendo que neste ano, segundo o IBGE, não havia aglomerados subnormais. Atualmente, entretanto, há existência de algumas favelas, tais como a favela do Mathiensen, na Zona Sul; e o Parque Liberdade, na Zona Noroeste. Para combater problemas de habitação, a Prefeitura mantém vários projetos habitacionais, de regularização fundiária e de aquisição de lotes em andamento, realizados através da participação popular e de parcerias com diversas organizações governamentais e não-governamentais.

### Composição étnica

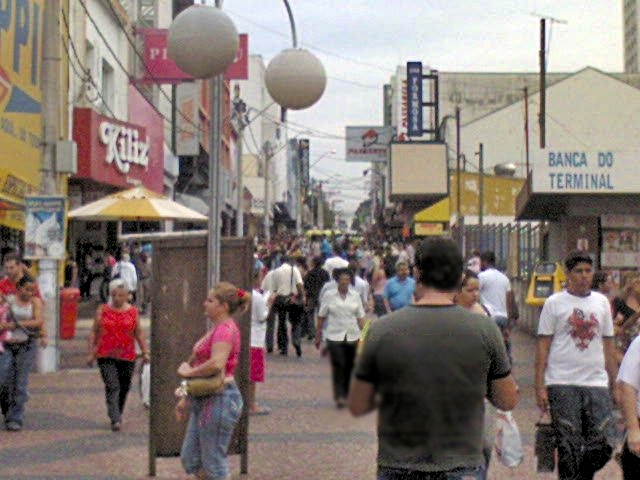
Amostra da população americanense no centro da cidade

Em 2010, segundo dados do Censo IBGE daquele ano, a população americanense era composta por 166 098 brancos (78,85%); 6 166 pretos (2,93%); 36 570 pardos (17,36%); 1 596 amarelos (0,76%); 173 indígenas (0,08%); além dos 35 sem declaração (0,02%). Essas características étnicas se devem às influências dos imigrantes que chegaram à cidade na época de seu desenvolvimento, onde Americana sofreu declarada influência de portugueses, americanos, alemães, árabes e outros, porém, apesar de ter representantes de todos estes povos, a origem da população atual é predominantemente italiana, em virtude dos colonos que se fixaram na terra, desde o século XIX.
A imigração norte americana na cidade teve início em 1865, e marcou o desenvolvimento da agricultura, especialmente na área do cultivo do algodão, além do crescimento na prestação de serviços em educação e atividades médicas. Os italianos (1887) colaboraram no desenvolvimento da lavoura e na indústria têxtil, além de construírem a primeira igreja do município. Ainda destacam-se os imigrantes alemães, com sua mão de obra especializada tanto no campo quanto nas indústrias. A família Müller foi a responsável pela criação da Fábrica de Tecidos Carioba, que foi a primeira grande indústria americanense e que abriu caminho para o desenvolvimento deste setor na cidade.

### Religião

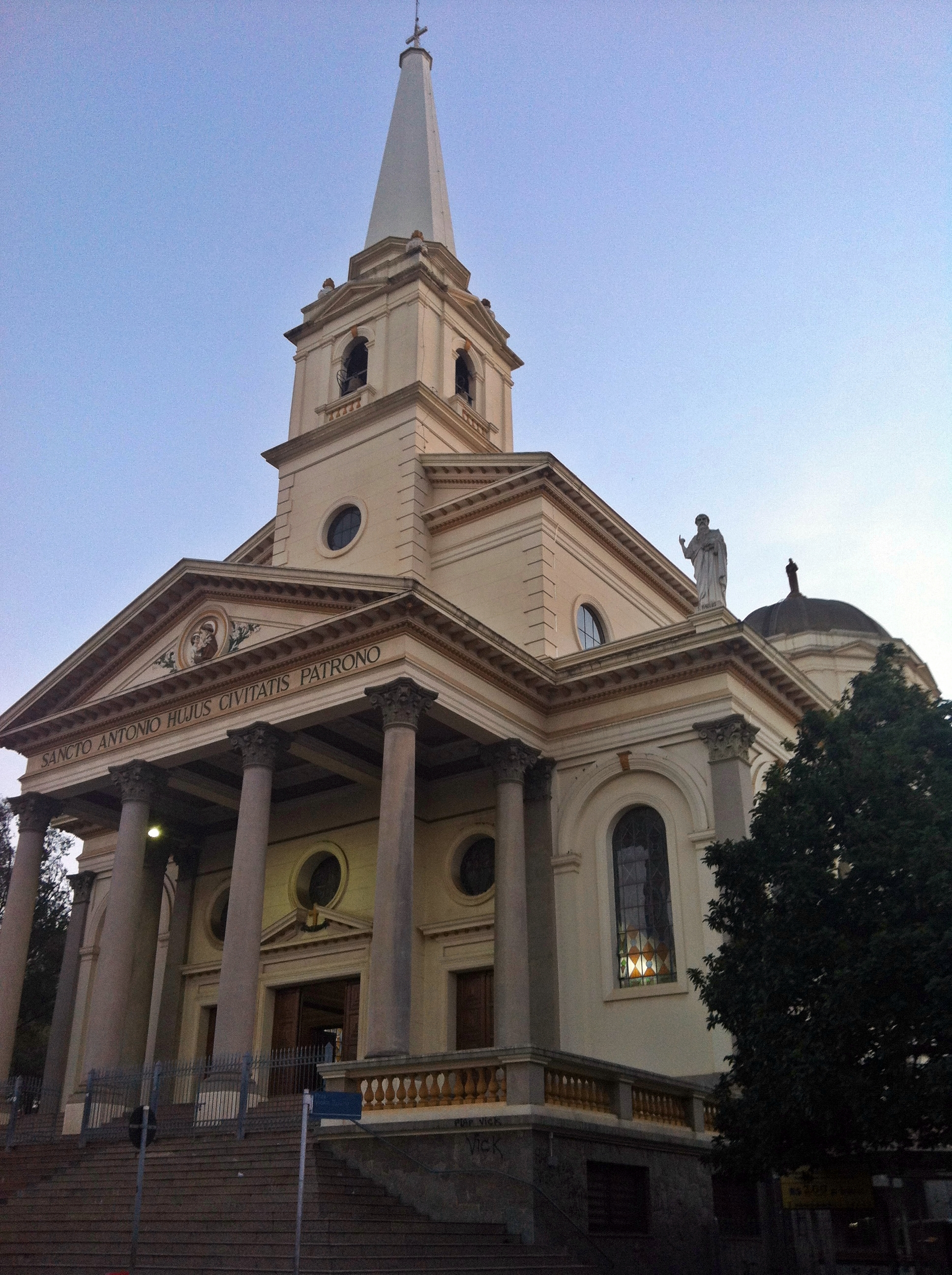
Fachada da Basílica Santuário de Santo Antônio de Pádua, no centro da cidade

Embora tenha se desenvolvido sobre uma matriz social eminentemente católica, tanto devido à colonização quanto à imigração, é possível encontrar atualmente na cidade dezenas de denominações protestantes diferentes, assim como a prática do budismo, do islamismo, espiritismo, entre outras. Nas últimas décadas, o budismo e as religiões orientais têm crescido bastante na cidade. Também são consideráveis as comunidades judaica, mórmon, e das religiões afro-brasileiras. De acordo com dados do censo de 2010 realizado pelo IBGE, a população de americanense está composta por: católicos (62,2%), protestantes (28,0%), pessoas sem religião (6,5%), espíritas (3,1%), e outros (0,20%) umbandistas, budistas e judeus.
Segundo divisão feita pela Igreja Católica, o município está situado na Província Eclesiástica de Campinas, com sede em Campinas. Também faz parte da Arquidiocese de Campinas, criada como diocese em 7 de junho de 1908 e elevada à arquidiocese em 19 de abril de 1958, e da Diocese de Limeira, que é composta por 56 paróquias e mais de 300 comunidades. A Região Pastoral Sul compreende todo o território americanense, sendo que há projetos do desmembramento desta que deve formar uma nova diocese juntamente com Nova Odessa.
A introdução do catolicismo na cidade teve grande influência dos imigrantes italianos que ocuparam a região a partir de 1887. A primeira Igreja de Americana foi construída em meados de 1896, quando foi rezada uma missa em homenagem a Santo Antônio, que se tornou padroeiro da cidade. Atualmente possui uma das maiores igrejas católicas construídas no estilo neoclássico do país, a Basílica Santuário de Santo Antônio de Pádua, que também é a maior igreja da diocese de Limeira.

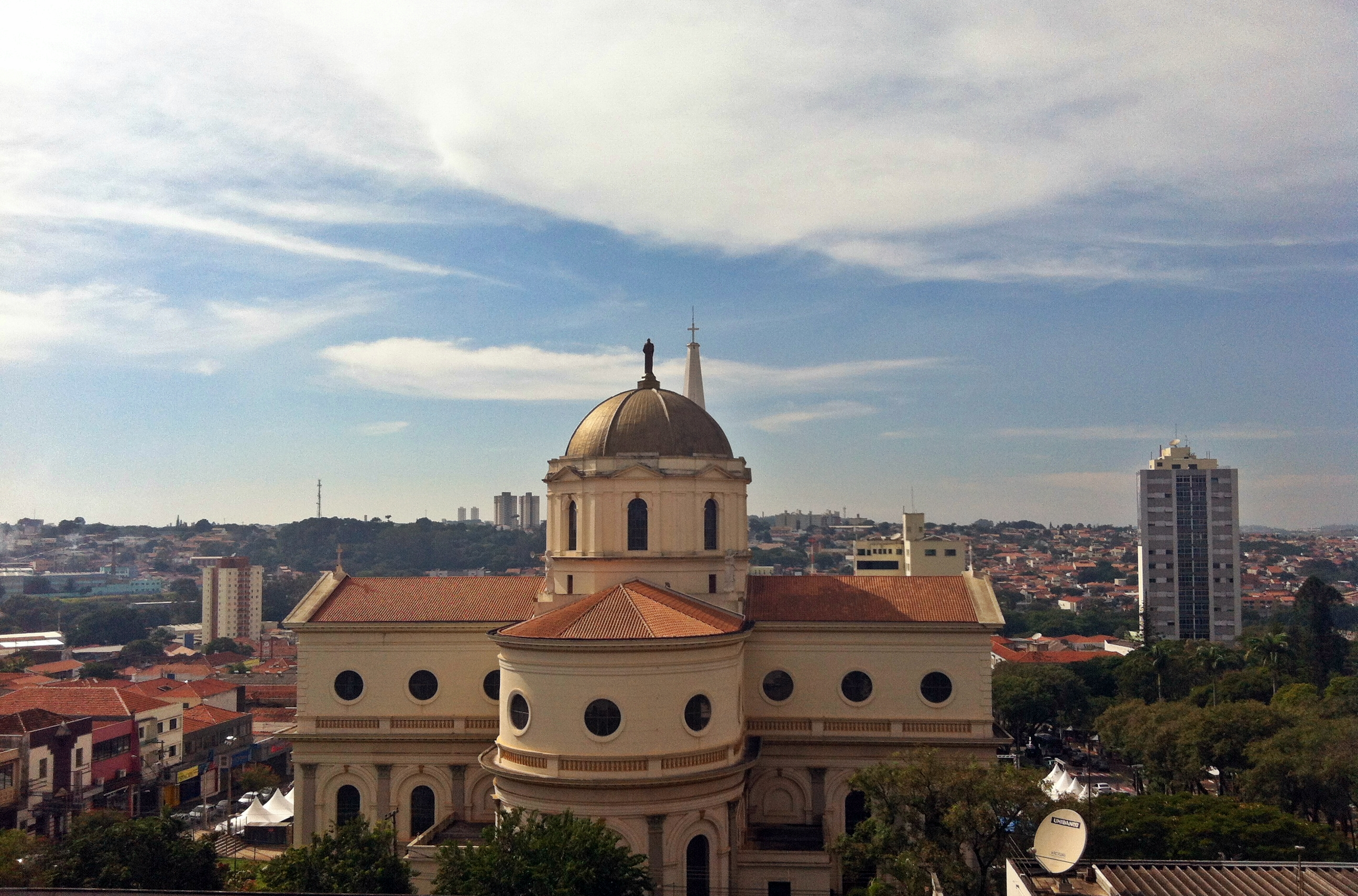
Vista da região central da cidade com destaque para a Basílica Santuário de Santo Antônio de Pádua

A cidade possui os mais diversos credos protestantes ou reformados, como a  Igreja Luterana, a Igreja Presbiteriana, a Igreja Metodista, a Igreja Episcopal Anglicana, e a Igreja Batista. A Igrejas Assembleias de Deus, a Igreja Adventista do Sétimo Dia, a Igreja Mundial do Poder de Deus, a Igreja Universal do Reino de Deus, a Congregação Cristã no Brasil, entre outras.
De acordo com o IBGE, em 2000 19,59% da população eram protestantes. Desse total, 14,87% são das igrejas evangélicas de origem pentecostal; 3,70% são das protestantes de missão; 0,77% são das evangélicas sem vínculo institucional; e 0,25% pertencem a outras religiões evangélicas. Ainda existem também cristãos de várias outras denominações, tais como as Testemunhas de Jeová (que representam 1,33% dos habitantes) e os membros de A Igreja de Jesus Cristo dos Santos dos Últimos Dias (0,18%), também conhecida como Igreja Mórmon.

## Política e administração

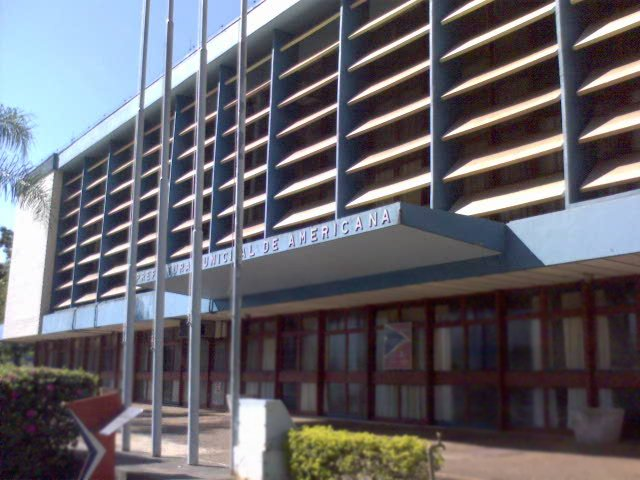
Sede da Prefeitura de Americana.

A administração municipal se dá pelo poder executivo e pelo poder legislativo. Em novembro de 2020 foi eleito prefeito o candidato Chico Sardelli (PV), assumindo o cargo antes ocupado por Omar Najar (PMDB). Chico Sardelli se elegeu com 40.014 (36,19% dos votos válidos). Concorreram com ele Maria Giovana (PDT) que obteve 29.562 votos (26,74%) e Rafael Macris (PSDB) com 19.573 votos (17,7%). Sardelli ainda se reelegeu para um segundo mandato em outubro de 2024.
O Poder legislativo é constituído pela câmara, composta por dezenove vereadores eleitos para mandatos de quatro anos (em observância ao disposto no artigo 29 da Constituição) e está composta da seguinte forma: uma cadeira do Cidadania, duas cadeiras do Partido Democrático Trabalhista (PDT), três cadeiras do Partido Verde (PV), duas cadeiras do Republicanos, uma cadeira do Partido Social Liberal (PSL), uma cadeira do Movimento Democrático Brasileiro (MDB), três cadeiras do Partido da Social Democracia Brasileira (PSDB), uma cadeira do Partido Renovação Democrática (PRD), uma cadeira do Podemos, duas cadeiras do Partido Liberal (PL), uma cadeira do Avante e uma cadeira do Partido dos Trabalhadores (PT).
O município é regido por lei orgânica promulgada em 15 de setembro de 2000, entrando em vigor na mesma data. Também é sede de Comarca, sendo o atual juiz (maio de 2012) o Dr. Fábio Luís Bossler. O município possuía 167 863 eleitores em maio de 2022, o que representava 0,538% do total do estado de São Paulo.

### Subdivisões
O município atualmente é dividido em 10 Áreas de Planejamento (AP) através do Plano Diretor de Desenvolvimento Integrado (PDDI), oficializado pela Lei Municipal nº 4.597 de 1º de fevereiro de 2008. A cidade é formada por 300 bairros, sendo que em outubro de 1998 o mais populoso era o Antônio Zanaga.

## Economia

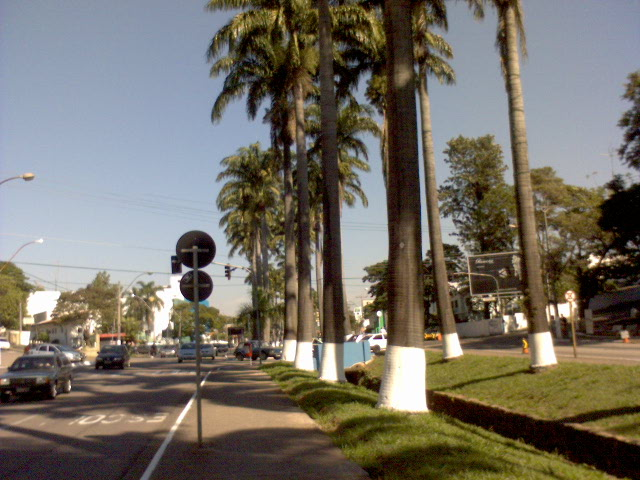
Entornos da Avenida Brasil, uma das regiões mais nobres da cidade.

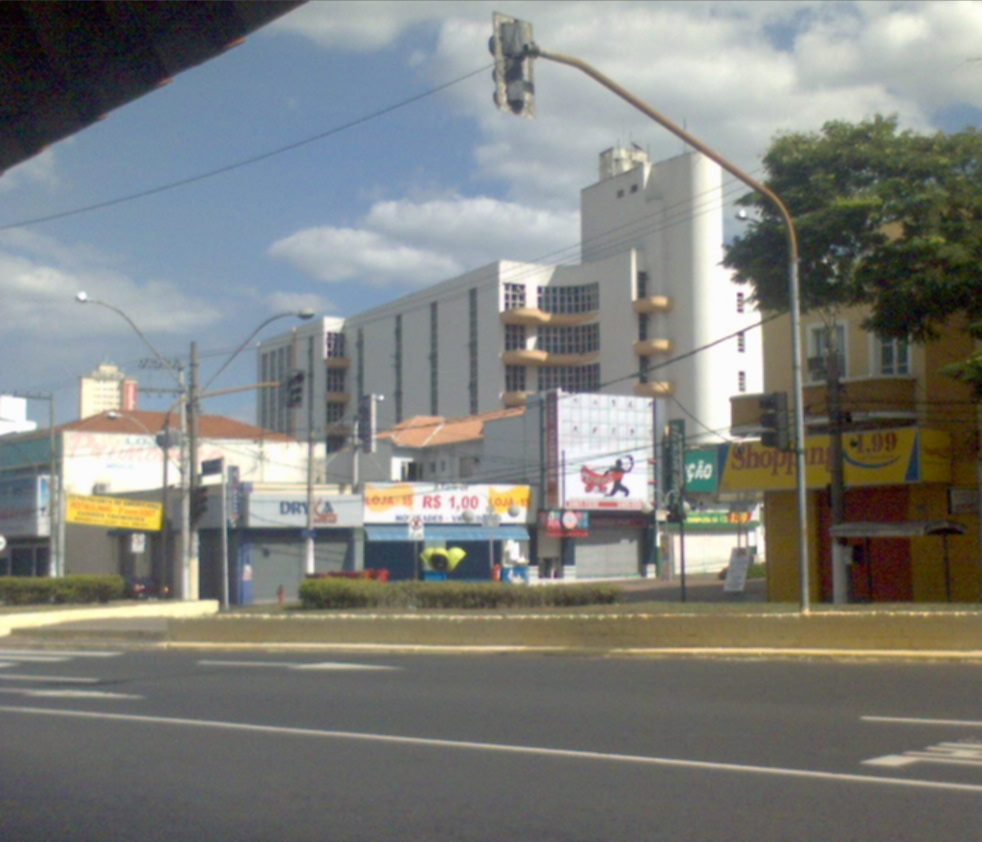
Avenida Antônio Lobo.

O Produto Interno Bruto (PIB) de Americana é o quarto maior da Região Metropolitana de Campinas, o vigésimo maior do estado de São Paulo e o 75 de todo o país. De acordo com dados do IBGE, relativos a 2009, o PIB do município era de R$ 6 126 171 mil. 754 640 mil são de impostos sobre produtos líquidos de subsídios a preços correntes. O PIB per capita é de R$ 29 850,41 e em 2000 o Índice de Desenvolvimento Humano (IDH) de renda era de 0,801, sendo que o do Brasil naquele ano era de 0,723.
De acordo com o IBGE, a cidade possuía, no ano de 2009, 9 991 unidades locais e 9 704 empresas e estabelecimentos comerciais atuantes. 90 551 trabalhadores eram classificados como pessoal ocupado total e 76 959 categorizavam-se em pessoal ocupado assalariado. Salários juntamente com outras remunerações somavam 1 676 124 reais e o salário médio mensal de todo município era de 3,6 salários mínimos. A principal fonte econômica está centrada no setor terciário, com seus diversos segmentos de comércio e prestação de serviços de várias áreas, como na educação e saúde. Em seguida destaca-se o setor secundário, com complexos industriais de grande porte.
A agricultura é o setor menos relevante da economia de Americana. De todo o PIB da cidade 2 315 760 mil reais é o valor adicionado bruto da agropecuária. Segundo o IBGE em 2010, o município contava com cerca de 700 bovinos, 600 equinos, 60 muares e 15 caprinos. 137 foram ordenhadas, sendo que a produção de leite chegou a 100 mil litros naquele ano. Não havia aves sendo cultivadas com fins agropecuários. Na lavoura temporária são produzidos a cana-de-açúcar (2 900 hectares plantados e 217 500 toneladas colhidas em 2010) e a soja (550 hectares cultivados 744 toneladas colhidas). Na época dos primeiros registros de ocupação do território de Americana, por volta do final do século XVIII, logo às margens dos rios Atibaia e Jaguari, começou a ser cultivada a cana-de-açúcar. Na década de 1880 houve um novo impulso no desenvolvimento da agricultura na cidade, quando da chegada dos italianos e norte-americanos, que trouxeram avanços, respectivamente, às lavouras e ao cultivo do algodão.

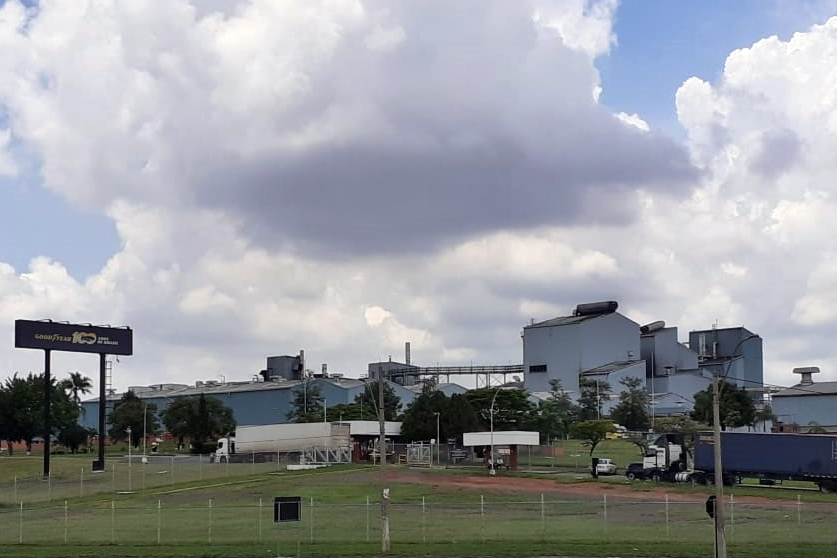
Fábrica da Goodyear em Americana.

A indústria, atualmente, é o segundo setor mais relevante para a economia do município. 2 315 760 reais do PIB municipal são do valor adicionado bruto da indústria (setor secundário). A cidade conta com um parque industrial diversificado, onde predominam empresas de médio e pequeno porte, havendo relevância nas áreas da metalurgia, borracha-produção de pneus, alimentícia e plásticos. Existem 1 684 indústrias de diversos ramos e portes registradas na cidade. As primeiras indústrias foram implantadas pelos alemães no final do século XIX. Em Americana atualmente destaca-se o setor têxtil, atividade econômica herdada dos italianos. O município é hoje um dos principais pólos de produção de tecidos planos de fibras artificiais e sintéticas da América Latina, havendo cerca de de 430 indústrias têxteis (que trabalham com fiações, tecelagens, tinturarias e estamparias), além de diversos produtores de matéria-prima e centenas de confecções. Os tecidos planos de fibras artificiais e sintéticas são muito utilizados para moda feminina, camisaria, decoração, indústria, cama e mesa.
A prestação de serviços rende 3 049 357 mil reais ao PIB municipal. O setor terciário atualmente é a maior fonte geradora do PIB americanense, destacando-se principalmente na área do comércio. Há mais de 6 mil estabelecimentos comerciais por toda a cidade além de 12 823 empresas de serviços e um grande número de profissionais autônomos que atendem desde a área de informática até a de instalações industriais. Há três grandes centros comerciais em Americana, sendo eles o Via Direta (shopping situado às margens da Rodovia Anhanguera), o Welcome Center e o Smart Mall.

## Infraestrutura

### Saúde
Em 2009, o município possuía 80 estabelecimentos de saúde entre hospitais, pronto-socorros, postos de saúde e serviços odontológicos, sendo 24 deles públicos e 56 privados. Neles a cidade possuía 664 leitos para internação, sendo que 127 estão nos públicos e os 537 restantes estão nos privados. O Hospital Municipal Dr.  Waldemar Tebaldi foi construído em 1982, sendo atualmente um dos mais importantes hospitais da região, dispondo de 110 leitos de internação.
Segundo dados da Secretaria Municipal da Saúde, há 14 Unidades Básicas de Saúde (UBS's) e nove unidades do programa Estratégia Saúde da Família (ESF) e os munícipes são atendidos pelas duas Unidades de Atendimento Domiciliar (UAD), que fornecem atenção integral em domicílio.

### Educação

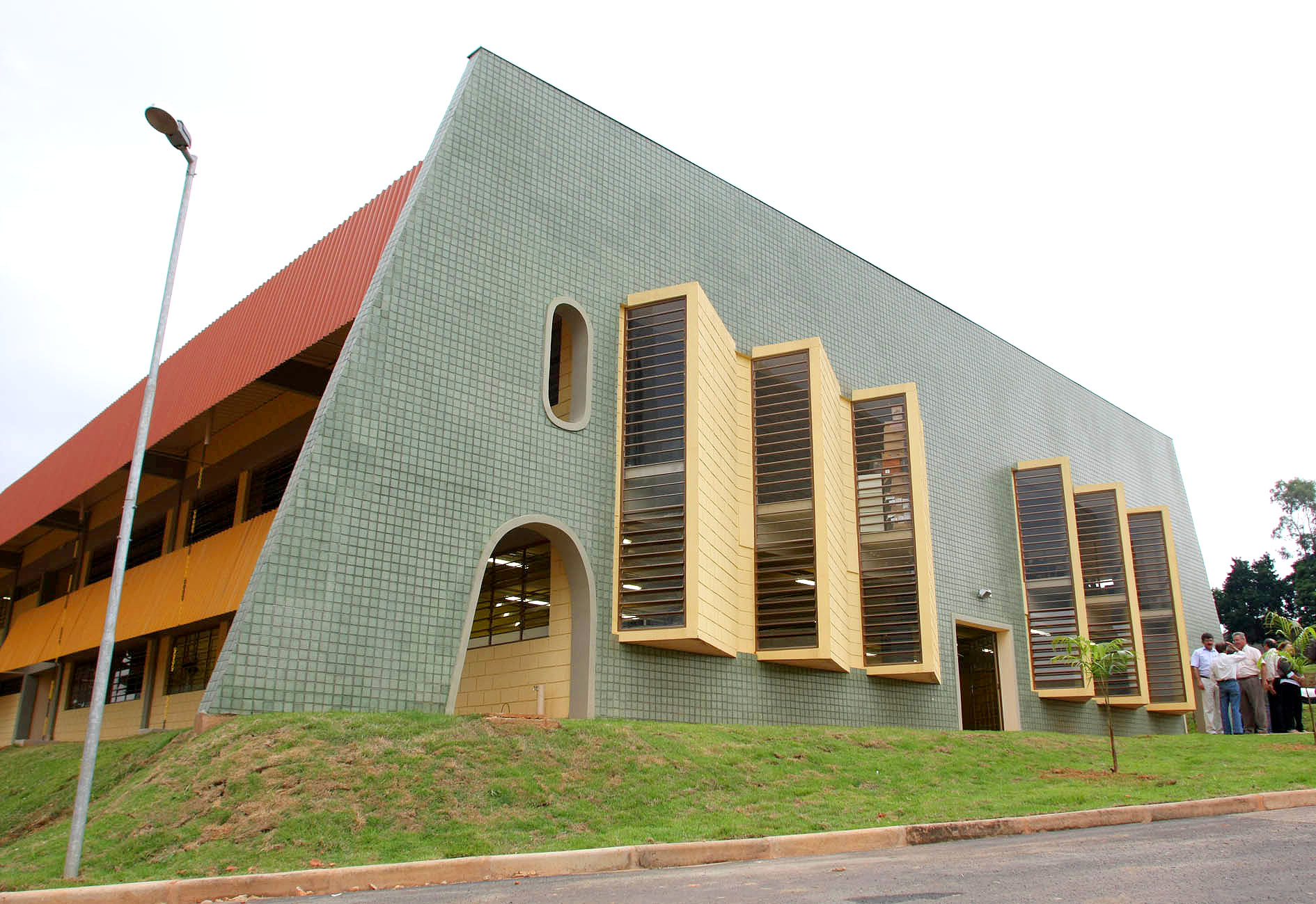
Unidade da Faculdade de Tecnologia do Estado de São Paulo (FATEC) em Americana

O Índice de Desenvolvimento da Educação Básica (IDEB) médio entre as escolas públicas de Americana era, no ano de 2009, de 5,5; valor acima ao das escolas municipais e estaduais de todo o Brasil, que é de 4,0%. O valor do Índice de Desenvolvimento Humano (IDH) da educação era de 0,928 (classificado como muito elevado), enquanto o do Brasil é 0,849.
O município contava, em 2009, com aproximadamente 42 671 matrículas e 157 escolas nas redes públicas e particulares. Segundo o IBGE naquele mesmo ano, 38 escolas pertenciam à rede estadual. Dentre as municipais, eram duas escolas de ensino fundamental (EMEF), 31 Escolas de Ensino Infantil (EMEIs), quatro Centros Integrados de Educação Pública, um centro Atendimento Integrado à Comunidade (CAIC), doze creches e quatro Casas da Criança (ensino infantil integrado).
Dentre as faculdades, a cidade sedia e possui campus de institutos tais como da Faculdade de Americana (FAM), do Centro Universitário Salesiano de São Paulo (UNISAL), da Faculdade de Tecnologia de Americana (FATEC Americana) e do Instituto de Ensino Superior de Americana (IESA).

### Transportes

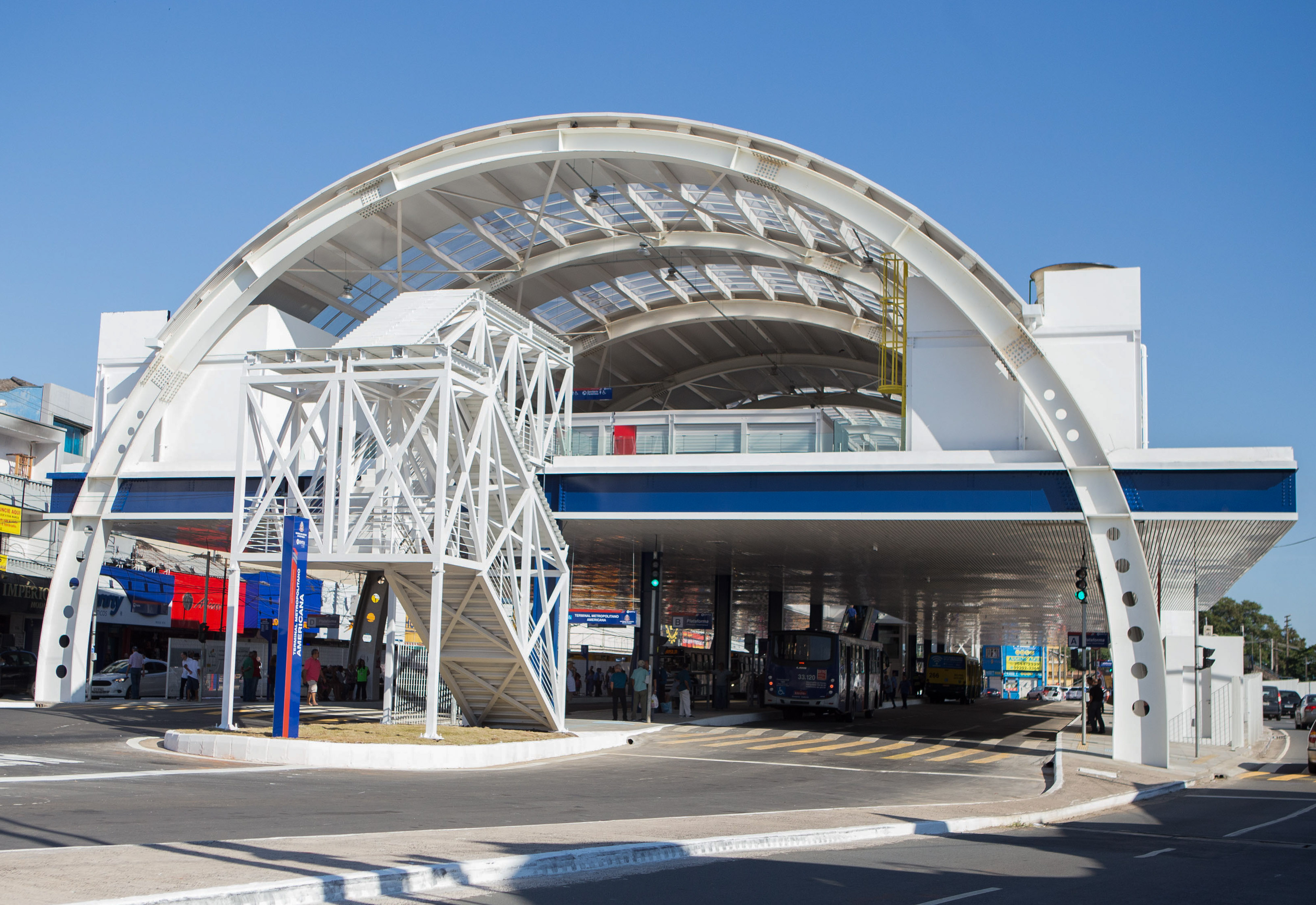
Terminal urbano de Americana

Por não possuir rios em abundância, o município não possui tradição no transporte hidroviário. Americana também é cortada, no centro, por uma ferrovia, a Linha Tronco da antiga Companhia Paulista de Estradas de Ferro. A Estação de Americana foi inaugurada pela 27 de agosto de 1875, sendo que funcionou como terminal de passageiros até 2001, quando a ferrovia foi fechada para o transporte de passageiros. Atualmente a estação é utilizada como centro cultural e museu.
Por via terrestre, o município possui fácil acesso às rodovias Anhanguera, dos Bandeirantes, Dom Pedro I e Luiz de Queiroz, além de estar ligado às rodovias de importância estadual e até nacional através de rodovias vicinais pavimentadas e com pista dupla.
O Aeroporto Augusto de Oliveira, situado na cidade, possui pista asfaltada, iluminada para voos noturnos, com balizamento e dimensões de 1100x18 metros. Ainda há um terminal rodoviário, fornecendo saídas para vários destinos do estado de São Paulo ou do país.
|                                  |  |                                 |
| Rodovia Luiz de Queiroz (SP-304) |  | Rodovia Anhanguera em Americana |

A Secretaria de Transporte e Sistema Viário (Setransv) é o órgão responsável por coordenar o transporte público do município. A frota municipal no ano de 2010 era de 129 955 veículos, sendo 81 694 automóveis, 3 270 caminhões, 592 caminhões trator, 9 449 caminhonetes, 3 802 caminhonetas, 446 micro-ônibus, 21 828 motocicletas, 4 947 motonetas, 722 ônibus, 27 tratores de rodas, 502 utilitários e 2 676 outros tipos de veículos.
As avenidas duplicadas e pavimentadas e diversos semáforos facilitam o trânsito da cidade, mas o crescimento no número de veículos nos últimos dez anos está gerando um tráfego cada vez mais lento de carros, principalmente na Sede do município. Além disso, tem se tornado difícil encontrar vagas para estacionar no centro comercial da cidade, o que vem gerando alguns prejuízos ao comércio. Para melhorar a rotação dos estacionamentos no centro, foi implementada a Zona Azul na região. Atualmente a cidade tem seu antigo terminal renovado que foi entregue em 16 de dezembro de 2017.

### Habitação, serviços e comunicação
No ano de 2010, segundo o IBGE, a cidade tinha 67 640 domicílios particulares, sendo 59 484 casas, 7 540 apartamentos, 502 casas de vilas ou em condomínios e 114 cômodos ou cortiços. Dos 67 640 domicílios totais, 45 650 eram imóveis próprios, sendo 39 285 próprios já quitados, 6 365 em aquisição e 17 492 alugados; 4 379 imóveis foram cedidos, sendo 421 por empregador e 3 958 cedidos de outra maneira. 119 foram ocupados de outra forma. Grande parte do município conta com água tratada, energia elétrica, esgoto, limpeza urbana, telefonia fixa e telefonia celular. Naquele ano, 97% dos domicílios eram atendidos pela rede geral de abastecimento de água; 99% das moradias possuíam coleta de lixo e 98% das residências possuíam escoadouro sanitário.

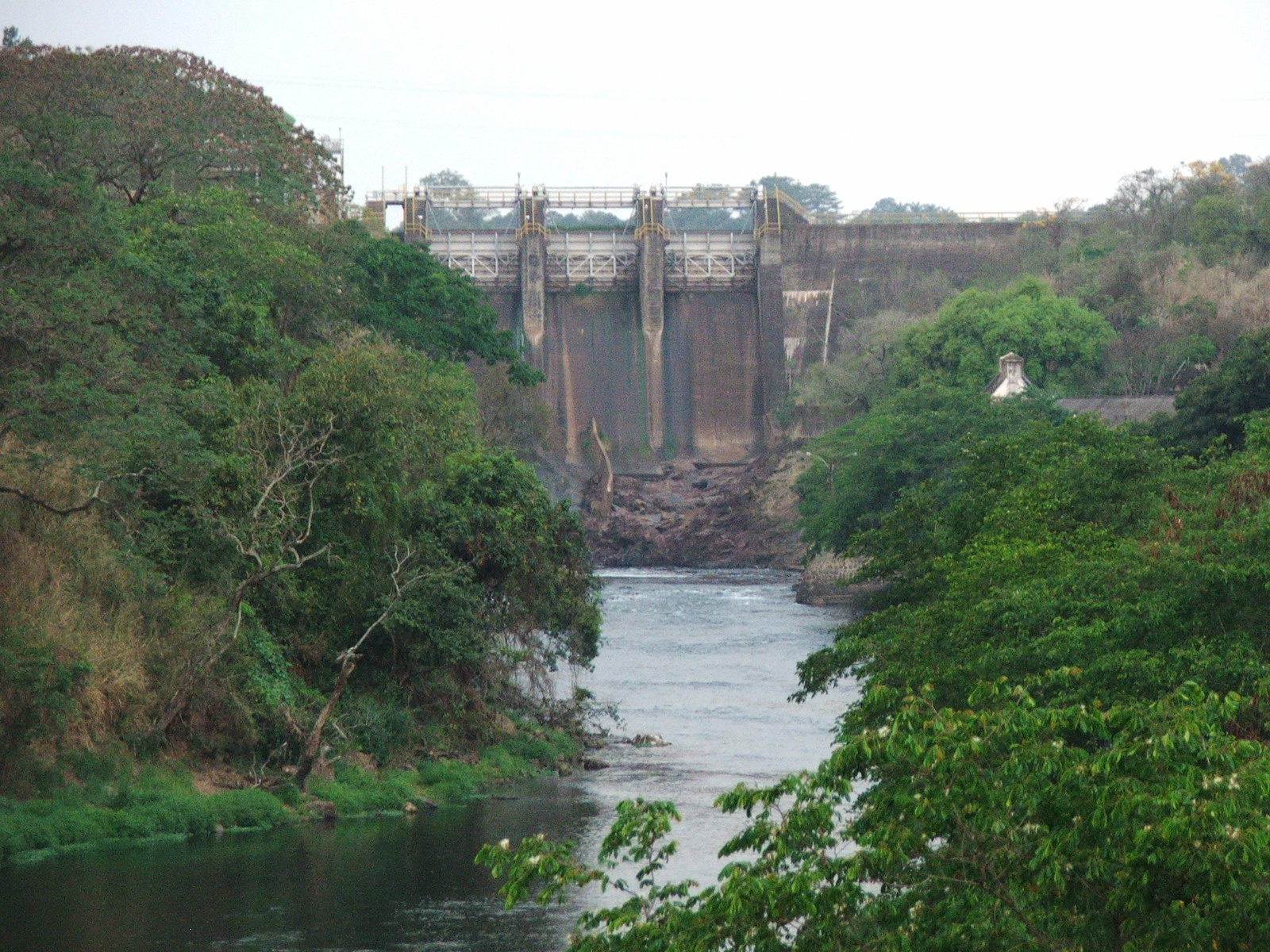
Usina Hidrelétrica Salto Grande

O serviço de abastecimento de água de toda a cidade é feito pelo Departamento de Água e Esgoto de Americana (DAE Americana), sendo que a água consumida é oriunda do Rio Piracicaba e depois distribuída nos 15 reservatórios espalhados pela cidade, até chegar às casas. O DAE ainda responsabiliza-se pela coleta de esgoto, cujos detritos são levados para a Estação de Tratamento de Esgoto Carioba. Já a responsável pelo abastecimento de energia elétrica em Americana é a Companhia Paulista de Força e Luz (CPFL Energia), que atende ainda a alguns municípios do Interior de São Paulo.
O sistema de telefones automáticos foi inaugurado na cidade pela Empresa Telefônica de Americana em 1952, a qual foi encampada em 1976 pela Telecomunicações de São Paulo (TELESP), que inaugurou uma nova central telefônica e o sistema de discagem direta à distância (DDD) em março de 1978 com o código de área (0194). Na década de 90 o código DDD da cidade foi alterado para (019), para padronização do sistema telefônico com a telefonia celular que estava sendo implantada em todo o estado. O serviço telefônico móvel, por telefone celular, é oferecido por diversas operadoras. Alguns pontos já contam com rede wireless (internet sem fio). O código de área (DDD) de Americana é 019 e o Código de Endereçamento Postal (CEP) da cidade vai de 13465-001 a 13479-999.
Há vários canais nas faixas Very High Frequency (VHF) e Ultra High Frequency (UHF), sendo alguns dos principais com emissoras afiliadas na própria cidade, como a CNT Americana (Rede CNT) e a TV TodoDia (afiliada à Rede NGT). Americana também possui jornais O Liberal e TodoDia. Algumas das principais emissoras de rádio são a Rádio Você AM, Rádio Azul Celeste AM, Rádio Notícia FM, Rádio Vox FM e a Rádio Gold

### Segurança pública e criminalidade

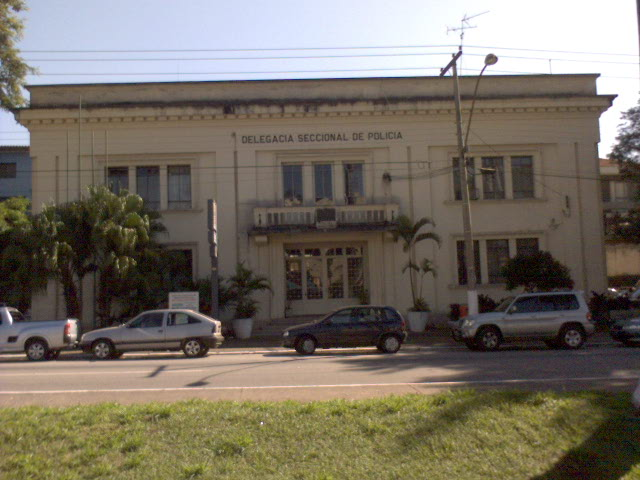
Delegacia de Polícia Seccional de Americana

Como na maioria dos municípios médios e grandes brasileiros, a criminalidade ainda é presente em Americana. Em 2009, a taxa de homicídios no município foi de 5,4 para cada 100 mil habitantes, ficando no 266° lugar a nível estadual e no 2311° lugar a nível nacional. O índice de suicídios naquele ano para cada 100 mil habitantes foi de 4,4, sendo o 155° a nível estadual e o 1381° a nível nacional. Já em relação à taxa de óbitos por acidentes de transito, o índice foi de 21,6 para cada 100 mil habitantes, ficando no 131° a nível estadual e no 975° lugar a nível nacional.
Para tentar reduzir esses índices, são realizados diversos projetos no combate à criminalidade, como a realização de projetos com foco na prevenção às drogas, que visa combater o uso de entorpecentes, prática que, cada vez mais, vem se disseminando principalmente entre os jovens, sendo que é uma das principais causas de ocorrências de crimes. Por força da Constituição Federal do Brasil, Americana possui também uma Guarda Municipal (GAMA), responsável pela proteção dos bens, serviços e instalações públicas do município, criada pela Lei Municipal nº 596, de 10 de julho de 1964.

## Cultura
A responsável pelo setor cultural de Americana é a Secretaria de Cultura e Turismo, que tem como objetivo planejar e executar a política cultural do município por meio da elaboração de programas, projetos e atividades que visem ao desenvolvimento cultural. Está vinculada ao Gabinete do Prefeito, integra a administração pública indireta do município e possui autonomia administrativa e financeira, assegurada, especialmente, por dotações orçamentárias, patrimônio próprio, aplicação de suas receitas e assinatura de contratos e convênios com outras instituições.

### Artes e espaços culturais

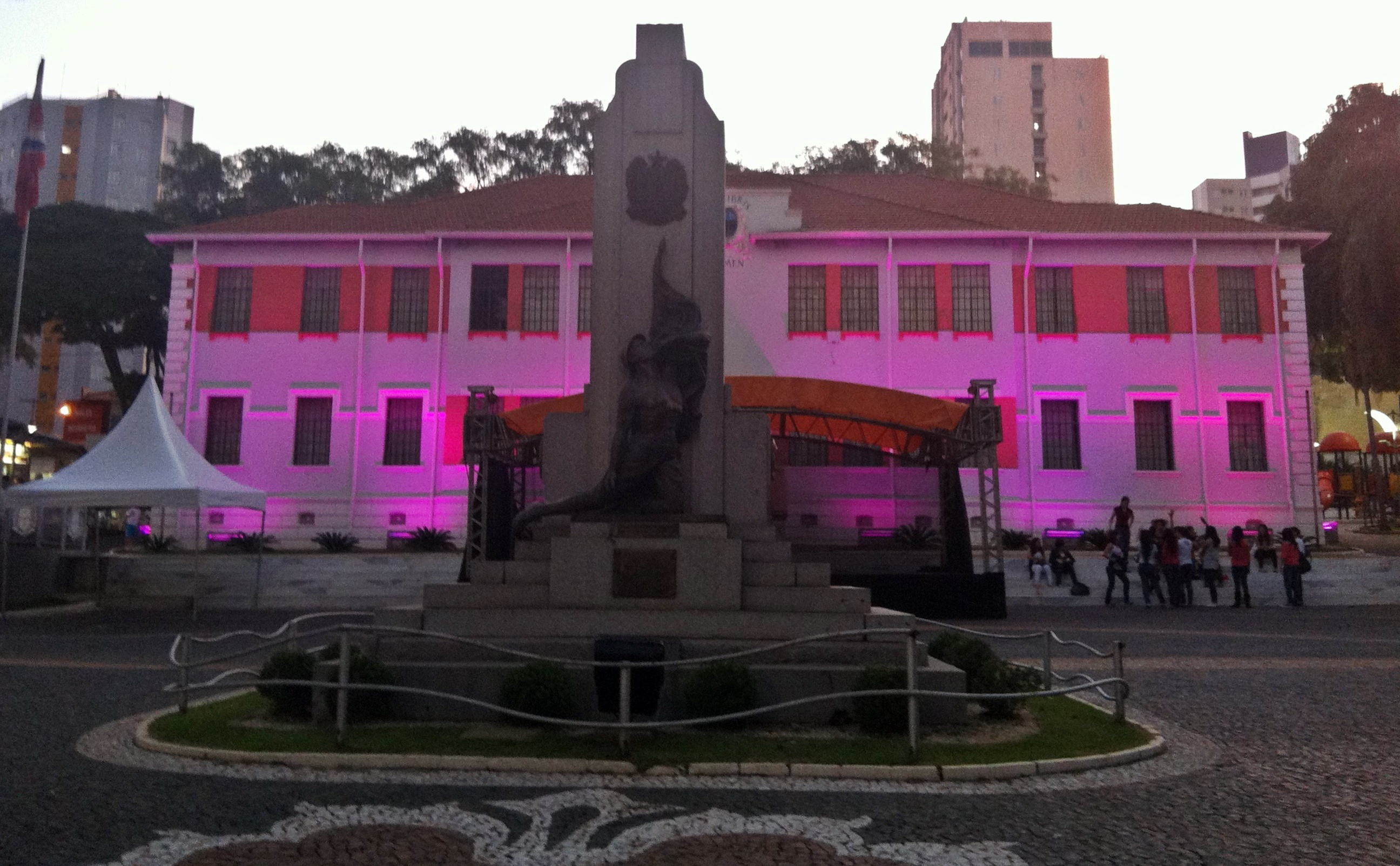
Biblioteca Municipal.

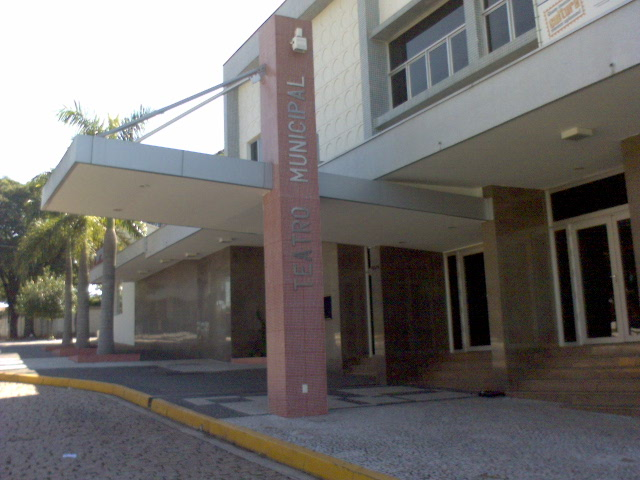
Teatro Municipal de Americana.

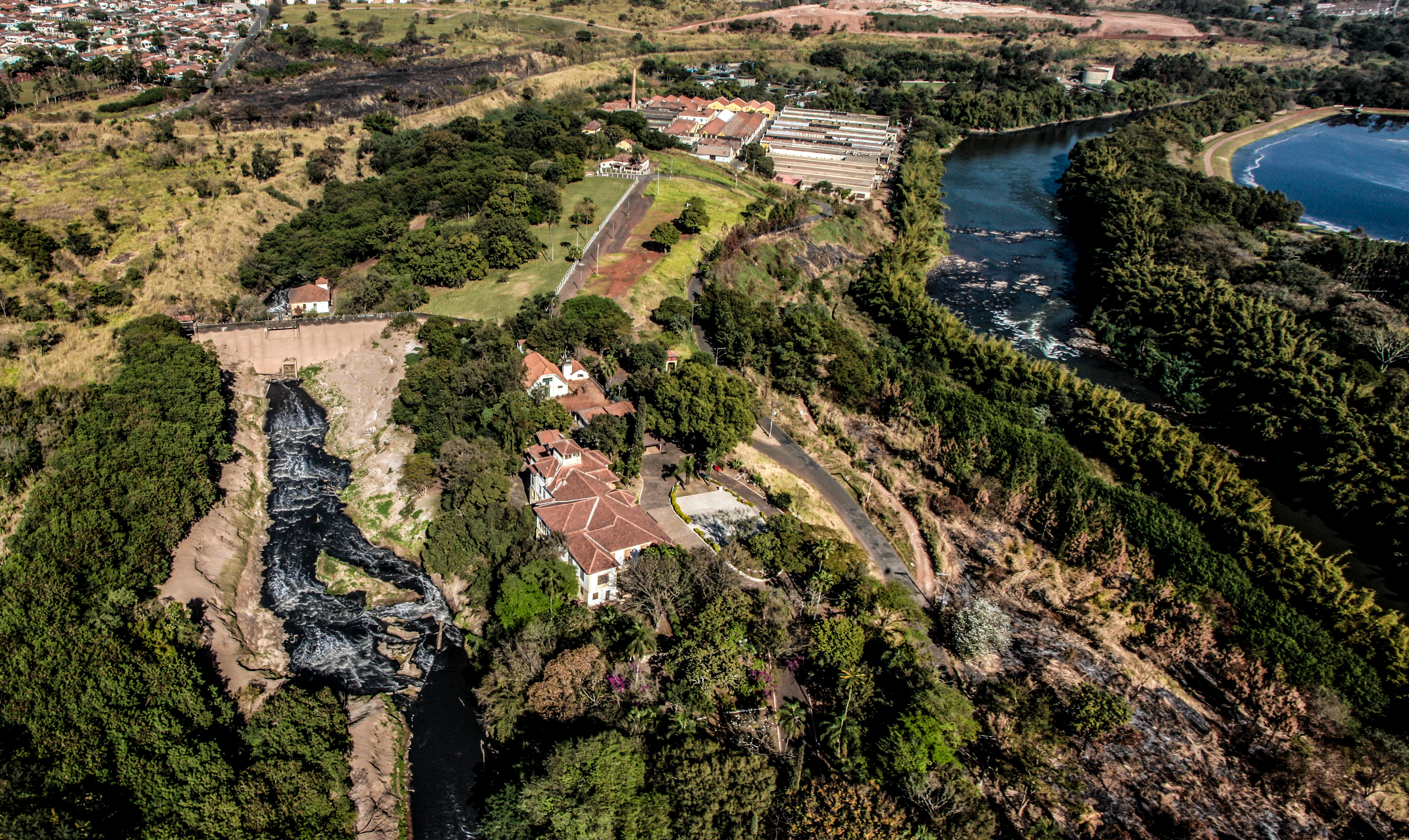
Antigo Complexo Industrial Carioba.

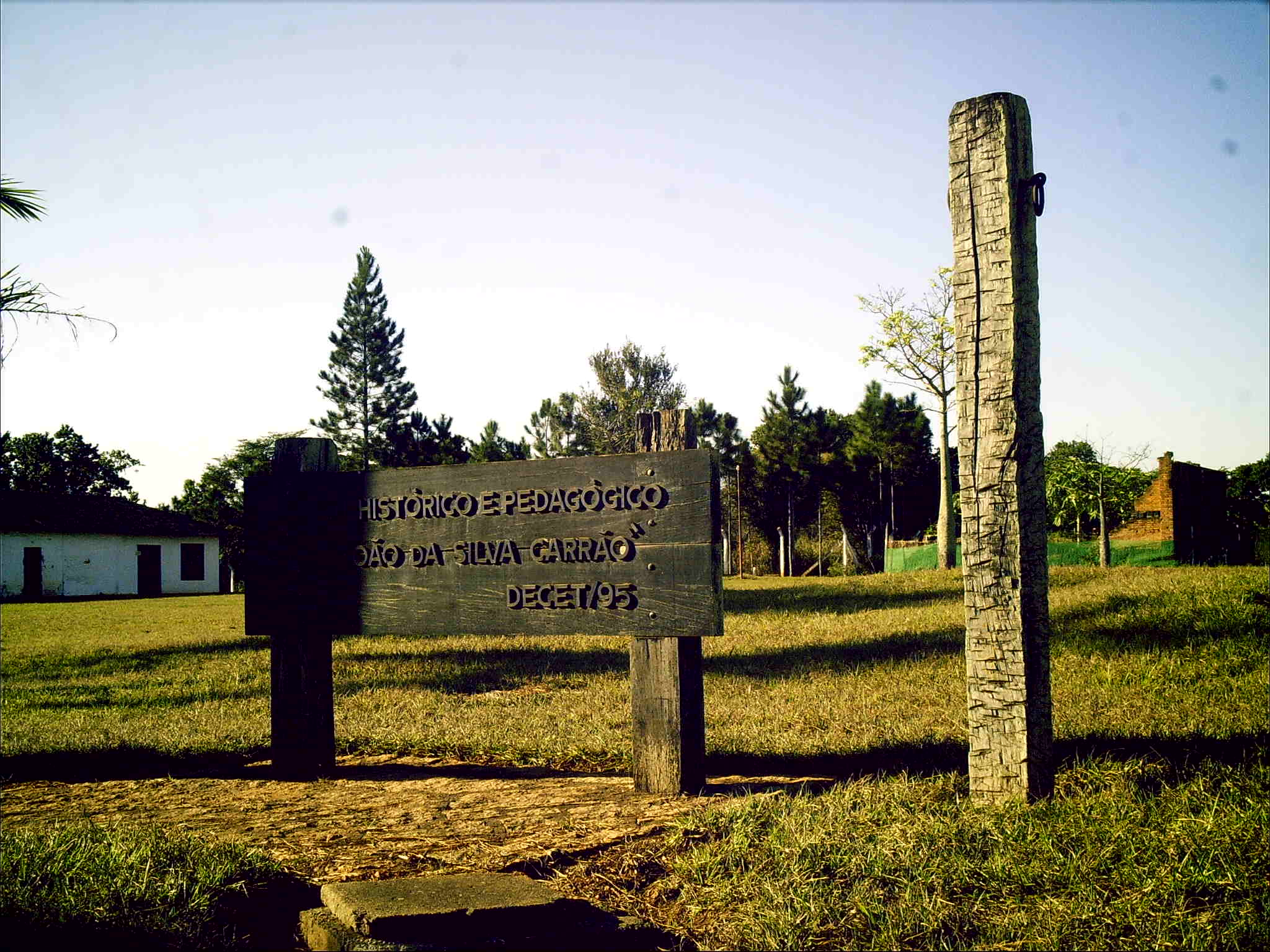
Placa na entrada do Museu Histórico de Americana ao lado do tronco onde os escravos eram castigados.

No cenário teatral de Americana, destacam-se os serviços disponibilizados pelos órgãos culturais municipais. O Teatro de Arena Elis Regina foi construído em 1981. Permaneceu abandonado por vários anos, até que em 2000 iniciaram-se obras de reforma, que por motivos financeiros só foram concluídas quatro anos depois, sendo reinaugurado em 22 de setembro de 2004. A intenção dos engenheiros com o projeto de remodulação do teatro era dar a ideia de um circo, um local de espetáculos alegre e de múltiplas atividades.
O Teatro Municipal de Americana (Teatro Municipal Lulu Benencase) foi inaugurado no ano de 1988, ocupando o prédio do antigo "Cine Brasil", que por décadas foi um dos principais pontos de encontro dos jovens americanenses. Desde sua inauguração tem abrigado grandes apresentações culturais como espetáculos e festivais de teatro, dança e música, além de atividades de cunho social e projetos de valorização das artes por artistas da cidade e região. Localizada na antiga casa da Família Müller, a Casa de Cultura, vinculada à Secretaria de Educação e Cultura, tem como objetivo fomentar a produção cultural, oferecendo à população um espaço de lazer e atividades. Por várias décadas o bairro foi o centro da atividade têxtil, até que em meados de 1940 o setor começou a se difundir em Villa Americana.
A Estação Cultural funciona no antigo prédio da Estação Ferroviária de Americana, fundado em agosto de 1875 e que foi doado pela Ferrovia Paulista S/A (FEPASA) para a Prefeitura Municipal. Desde 2004 o espaço é usado para a realização de projetos da Secretaria de Cultura e Turismo. O Arquivo Histórico Municipal foi inaugurado no dia 27 de agosto de 2001, contendo arquivos de documentos oficiais, desde a fundação da Fábrica de Tecidos Carioba no ano de 1875, reunidos em tradicional prédio, para pesquisas. A Biblioteca Municipal "Professora Jandira Basseto Pântano" foi fundada em 25 de outubro de 1955. Ocupa o antigo prédio do Grupo Escolar "Dr. Heitor Penteado", na praça Comendador Müller, ao lado da Matriz de Sato Antônio. Possui quase 42 mil livros de assuntos gerais e mais de 9 mil livros infanto-juvenis, totalizando quase 51 mil livros.
O Museu Histórico e Pedagógico "Conselheiro João Carrão encontra-se na sede da antiga Fazenda Salto Grande, um prédio do século XVIII, construído em taipa de pilão, com estrutura e fundações em madeira de lei, em estilo colonial mineiro, uma das mais antigas construções de toda região. Localizado na confluência dos rios Atibaia e Jaguari, o museu abriga um acervo diversifiado, formado por fotografias, mapas, objetos históricos, máquinas, mobiliário, instrumentos de tortura usados pelos capatazes para castigar os negros que trabalhavam na fazenda, e outros objetos, sempre buscando contar um pouco da história da consolidação da cidade, de seu povo e dos períodos históricos que ela presenciou. Ao lado do prédio localizava-se a senzala dos escravos, que desabou durante uma tempestade que atingiu a região. O prédio é tombado pelo Condephaat desde 1982, e no momento está fechado para restauração.
O Museu de Arte Contemporânea de Americana (MAC) foi fundado no ano de 1978, localizando-se no prédio anexo à Biblioteca Municipal. O acervo do MAC é composto por cerca de 260 obras de artistas modernos e contemporâneos, entre pinturas, esculturas, gravuras, desenhos, fotografias e instalações. No local há exposições de artistas locais e de outras cidades. Promove mostras periódicas de seu acervo, bem como de artistas contemporâneos de todo o país, além de palestras, oficinas e workshops de artes. Possui também uma biblioteca que atende estudantes, artistas e demais interessados em artes plásticas. Realiza anualmente um concurso de âmbito nacional, o "Prêmio Revelação de Artes Plásticas", que premia a produção de artistas jovens. O Museu de Arte Contemporânea de Americana tem oferecido de forma gratuita, desde o ano 2000, o atendimento didático aos alunos das escolas que tenham interesse em visitar as exposições realizadas.

### Turismo

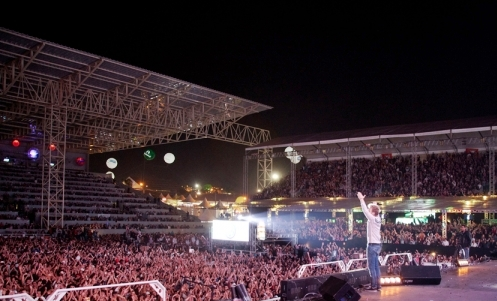
Show de Michel Teló na Festa do Peão de Americana.

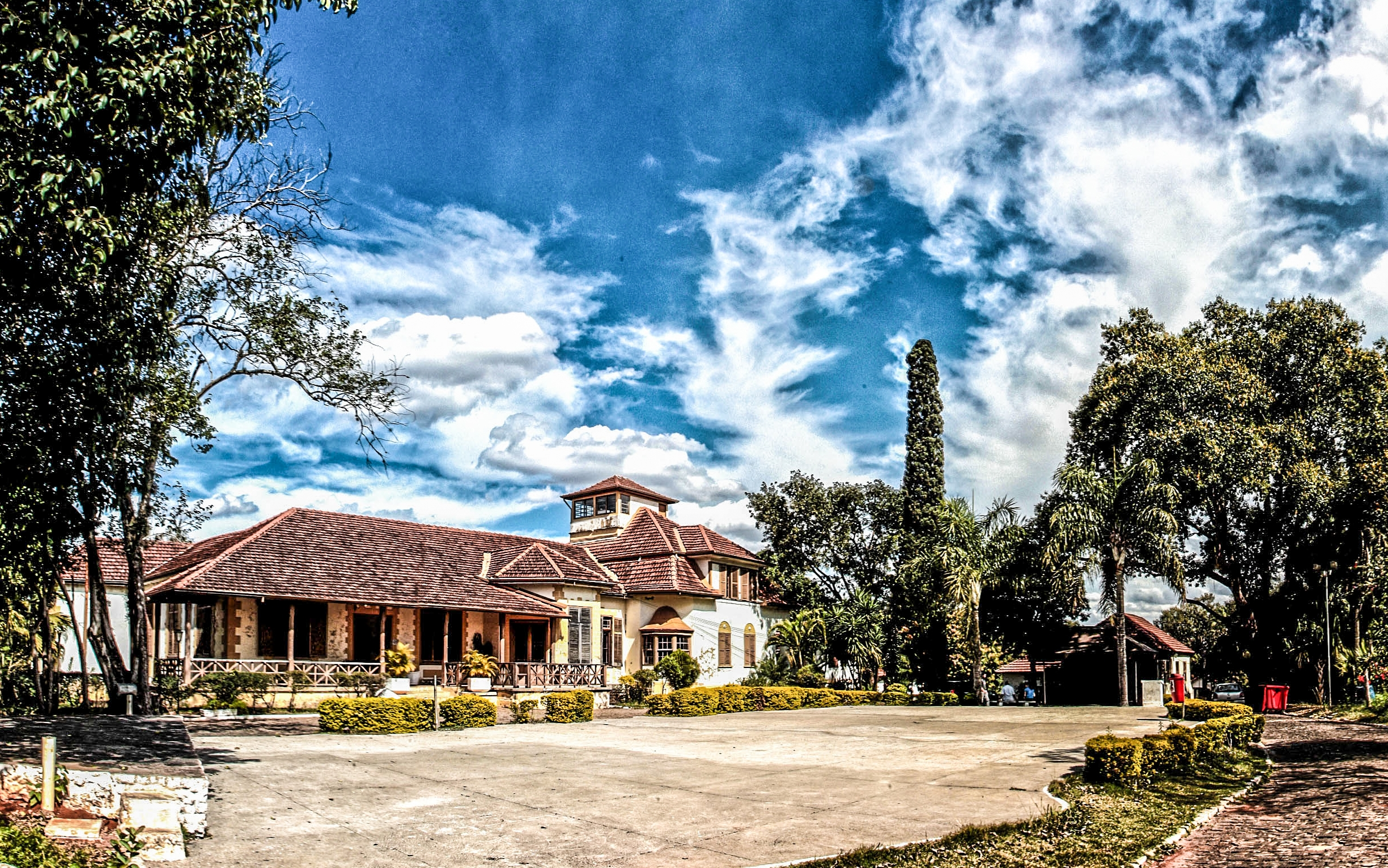
Casa de Cultura Hermann Muller.

Além dos atrativos da área artística de Americana, alguns ainda destacam-se atrativos naturais e urbanísticos. Tais como: O Portal da cidade, inaugurado em janeiro de 2009 e estando situado na entrada na cidade vindo da Rodovia Anhanguera, foi encomendada pela prefeitura municipal ao escultor curitibano Luiz Gagliastri que a desenhou visando representar o tema "princesa tecelã", uma vez que este é o apelido oficial do município. O Portal contem um grande arco, que antes sustentado por dois gigantes nus, sendo um homem e uma mulher, ambos pintados em cor de laranja. Segundo o artista, a sua obra é repleta de simbolismos representando a história do município, tais como os mapas dos Estados Unidos e da Itália, representando as imigrações norte-americana e italiana, a lua, representando o surgimento da nova cidade, e o arco, símbolo da passagem de vilarejo para cidade. Dentre as igrejas, destaca-se a Igreja Matriz de Santo Antônio, que tem 30 metros de largura, 80 metros de comprimento, 22 metros de altura na nave central, 50 metros de cúpula e 42 metros de piso. Foi inaugurada em 1900, antes da fundação da cidade, e construída em estilo neoclássico. Outro atrativo é o Observatório Municipal de Americana, que é equipado com a segunda maior luneta do estado de São Paulo e permite o acesso da população à observação astronômica.
O Parque Ecológico Municipal de Americana "Cid Almeida Franco", foi inaugurado em 12 de outubro de 1984. Está localizado no final da Avenida Brasil, com uma área de 120 mil metros quadrados. É um dos mais bem estruturados zoológicos do estado de São Paulo. Atualmente uma das grandes finalidades do parque é utilizar os animais mantidos em cativeiro na realização de trabalhos de educação ambiental, evidenciando a grande responsabilidade da humanidade na sobrevivência das espécies animais e vegetais. Conta com um plantel de aproximadamente 500 animais (entre répteis, aves e mamíferos) de 100 espécies diferentes, sendo que mais de 80% deles pertencem a fauna brasileira, muitos deles estão ameaçados de extinção. Inaugurado em outubro de 2007, o Jardim Botânico "Prefeito Carrol Meneghel" possui 85 mil metros quadrados e está situado em uma área anexa ao Parque Ecológico da cidade. Juntos, formam a maior área verde do município, com 210 mil metros quadrados. A vegetação do Jardim Botânico foi inicialmente formada por 8,5 mil mudas de espécies arbóreas nativas e exóticas, das quais 7 mil foram plantadas pelo Supermercado Big como medida compensatória ao desmatamento ocorrido na ocasião da construção do estabelecimento comercial.
Dentre os eventos, destaca-se a Festa do Peão de Americana, que teve início em 1987 e atualmente é conhecida pela sua estrutura. A arquibancada montada ao redor da arena é considerada a maior da América Latina, além de haver uma grande praça de alimentação com comidas típicas.

### Esporte

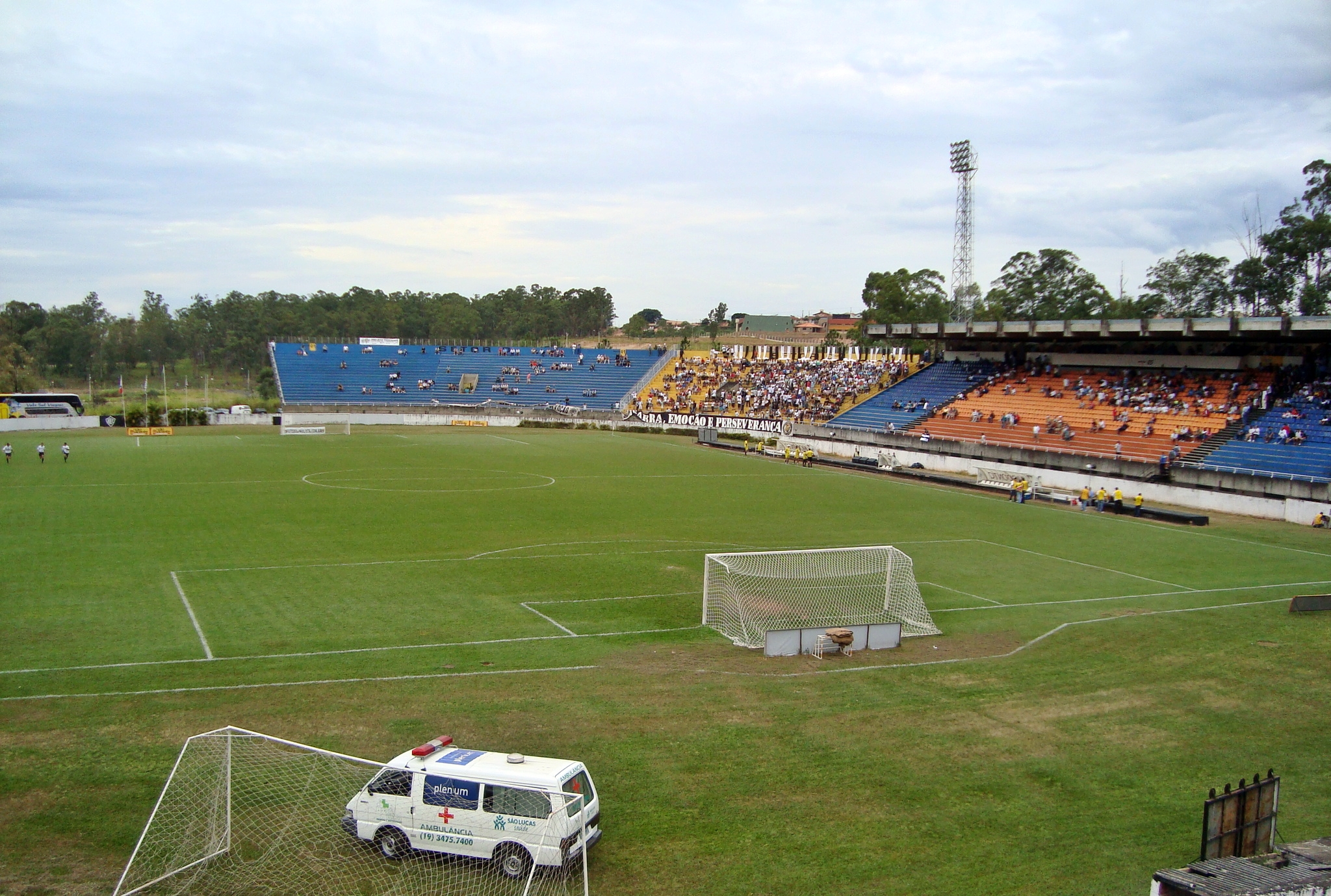
Vista do Estádio Décio Vitta.

No futebol a cidade está representada pelo Rio Branco Esporte Clube, fundado em 4 de agosto de 1913. O Rio Branco disputava a série A1 do Campeonato Paulista desde 1992 até ser rebaixado em 2007. Em 2009, retornou para a Série A1 do Campeonato Paulista, mas em 2010, novamente foi rebaixado. Seu estádio é o Estádio Municipal Décio Vitta, que foi inaugurado em maio de 1977 e atualmente conta com capacidade para cerca de 15 mil pessoas. Além do Rio Branco ainda há outros times menores, não profissionais, com sede na cidade, como o Flamengo Futebol Clube.
Americana ainda possui uma diversidade de espaços que possibilitam a prática de outros esportes, tais como o Clube do Bosque, o Iate Clube de Americana, a Sociedade Recreativa Dançante dos Veteranos e o Velódromo, que está situado no Conjunto Poliesportivo "Airton Senna da Silva", ocupando uma área de 34.742m² e tendo pista com dimensão oficial de 333 metros.

### Feriados
Em Americana há apenas um feriado municipal, oito feriados nacionais e três pontos facultativos. O feriado municipal é o dia do padroeiro municipal, Santo Antônio, comemorado no dia 13 de junho. De acordo com a lei federal nº 9.093, aprovada em 12 de setembro de 1995, os municípios podem ter no máximo quatro feriados municipais de cunho religioso, já incluída a Sexta-Feira Santa.